# Furusiyya FEI Nations Cup 2014
Der Furusiyya FEI Nations Cup 2014 der Springreiter ist die zweite Saison des Furusiyya FEI Nations Cup. Dieser folgt dem vormaligen Meydan FEI Nations Cup nach und steht damit in einer über hundert Jahre andauernden Tradition von Nationenpreisturnieren im Springreiten.

## Ablauf und Reglement der Turnierserie
Das Reglement des Furusiyya FEI Nations Cups 2014 ist weitgehend mit dem der vorherigen Saison identisch. Über die Welt sind sieben (theoretische) Ligen verteilt: Europa 1, Europa 2, Nord- und Zentralamerika, Südamerika, Naher Osten, Asien/Australasien und Afrika. Da in Asien/Australasien, Afrika und Südamerika jedoch keine entsprechenden Nationenpreisturniere durchgeführt werden, werden nur vier Ligen ausgetragen.
Bei jedem Nationenpreis der Serie werden Wertungspunkte vergeben. Das System der Punktevergabe wurde, unter anderem auf Intervention des deutschen Bundestrainers Otto Becker, im Vergleich zum Vorjahr überarbeitet. Die Wertungspunkte werden 2014 wie folgt vergeben:
| Platz  | 1   | 2  | 3  | 4  | 5  | 6  | 7  | 8  | 9  | 10 | weitere      |
| Punkte | 100 | 90 | 80 | 70 | 60 | 55 | 50 | 45 | 40 | 35 | keine Punkte |

Jeder nationale Verband musste zu Beginn der Saison vier Nationenpreise auswählen, bei denen die eigene Mannschaft Wertungspunkte für die Finalteilnahme sammeln konnte. Weitere Starts in anderen Nationenpreisen auch außerhalb der eigenen Liga sind möglich, bei diesen können jedoch keine Wertungspunkte gesammelt werden.
Am Ende der Saison, die sich von Anfang Februar bis Mitte September 2014 erstreckt, wird ein Finalturnier durchgeführt. Austragungsort des Finals ist erneut Barcelona. Für das Finale qualifizieren sich 18 Mannschaften: aus Europa 1 sechs, aus Europa 2 drei, aus Nord- und Zentralamerika zwei, Südamerika zwei, Mittlerer Osten zwei, Asien/Australasien zwei und aus Afrika eine Equipe. Soweit sich das Gastgeberland des Finals nicht qualifiziert, darf dieses als 19. Mannschaft an den Start gehen.

## Nahost-Liga
Die Nahostliga des Furusiyya FEI Nations Cups 2014 bestand erneut nur aus einem Nationenpreis. Dieser wurde am 6. Februar 2014 beim President of UAE Show Jumping Cup, einem CSIO 5*-Turnier in der Oasenstadt al-Ain in den Vereinigten Arabischen Emiraten ausgetragen. Siegreich war hier die Equipe der Ukraine. Für das Saisonfinale qualifizierten sich die Mannschaften von Katar und Saudi-Arabien.
|             | Mannschaft                                 | Reiter | Pferd | 1. Umlauf   | 2. Umlauf   | Strafpunkte (Gesamt) | Stechen  | Stechen | Preis- geld | Wertungs- punkte |
| Strafpunkte | Mannschaft                                 | Reiter | Pferd | Strafpunkte | Strafpunkte | Strafpunkte (Gesamt) | Zeit (s) |         | Preis- geld | Wertungs- punkte |
| ----------- | ------------------------------------------ | --- | --- | ----------- | ----------- | -------------------- | -------- | ------- | ----------- | ---------------- |
| 1           | Ukraine (Mannschaft aus der Europa-Liga 1) | Cassio Rivetti | Vivant | 0           | 8           | 0                    | 26,52    |         |             |                  |
| 1           | Ukraine (Mannschaft aus der Europa-Liga 1) | Oleksandr Onischtschenko | Carlina | 0           | (15)        |                      |          |         |             |                  |
| 1           | Ukraine (Mannschaft aus der Europa-Liga 1) | Ferenc Szentirmai | Quickdiamond | 0           | 4           |                      |          |         |             |                  |
| 1           | Ukraine (Mannschaft aus der Europa-Liga 1) | Ulrich Kirchhoff | Chaccland | (AUFG)      | 1           |                      |          |         |             |                  |
| 1           | Ukraine (Mannschaft aus der Europa-Liga 1) | | | 0           | 13          | 13                   | 0        | 26,52   | 25.600 €    | –                |
| 2           | Katar                                      | Ali bin Chalid Al Thani | Vienna Olympic | 0           | 0           | 0                    | 27,24    |         |             |                  |
| 2           | Katar                                      | Faleh Suwead Al Ajami | Come Soon | (11)        | (8)         |                      |          |         |             |                  |
| 2           | Katar                                      | Khalid Mohammed Al Emadi | Tamira IV | 1           | 5           |                      |          |         |             |                  |
| 2           | Katar                                      | Ali Al Rumaihi | Palloubet d’Halong | 0           | 7           |                      |          |         |             |                  |
| 2           | Katar                                      | | | 1           | 12          | 13                   | 0        | 27,24   | 21.600 €    | 100              |
| 3           | Saudi-Arabien                              | Ramzy al-Duhami mit Al Capone Prinz Abdullah Al-Saud mit Davos Kamal Bahamdan mit Noblesse des Tess Abdullah asch-Scharbatly mit Unique                                          | Ramzy al-Duhami mit Al Capone Prinz Abdullah Al-Saud mit Davos Kamal Bahamdan mit Noblesse des Tess Abdullah asch-Scharbatly mit Unique                                          |             |             |                      |          |         |             |                  |
| 3           | Saudi-Arabien                              | | | 13          | 8           | 21                   |          |         | 17.600 €    | 90               |
| 4           | Syrien                                     | Chadi Gharib mit United King Amre Hamcho mit Little Pezi Houmam al-Khouli mit Gemini Ahmad Saber Hamcho mit Quintus                                                              | Chadi Gharib mit United King Amre Hamcho mit Little Pezi Houmam al-Khouli mit Gemini Ahmad Saber Hamcho mit Quintus                                                              |             |             |                      |          |         |             |                  |
| 4           | Syrien                                     | | | 18          | 16          | 34                   |          |         | 15.200 €    | –                |
| 5           | Vereinigte Arabische Emirate               | Abdullah Humaid Al Muhairi mit Ulme de Feugeres Nadia Abdul Aziz Taryam mit Calawo Mohammed Ghanem Al Hajri mit Quote Zavaan Latifa bint Ahmed Al Maktum mit Peanuts de Beaufour | Abdullah Humaid Al Muhairi mit Ulme de Feugeres Nadia Abdul Aziz Taryam mit Calawo Mohammed Ghanem Al Hajri mit Quote Zavaan Latifa bint Ahmed Al Maktum mit Peanuts de Beaufour |             |             |                      |          |         |             |                  |
| 5           | Vereinigte Arabische Emirate               | | | 22          | N.GES.      |                      |          |         |             | 80               |
| 6           | Jordanien                                  | Nasouh Kayali mit Kiamon Ra’ad Naser mit Caballero III Maysam Bisharat mit Sunny Morka Ibrahim Bisharat mit Kirfa de Dreisker                                                    | Nasouh Kayali mit Kiamon Ra’ad Naser mit Caballero III Maysam Bisharat mit Sunny Morka Ibrahim Bisharat mit Kirfa de Dreisker                                                    |             |             |                      |          |         |             |                  |
| 6           | Jordanien                                  | | | AUSG        |             |                      |          |         |             | –                |

(Ausgeklammerte Strafpunkte zählen als Streichergebnis nicht für das Mannschaftsergebnis)

## Nord- und Zentralamerikaliga
Die Nord- und Zentralamerikaliga (vollständiger Name: North America, Central America and Caribbean League) besteht in der Saison 2014 aus drei Nationenpreisen. Neu hinzugekommen ist das mexikanische Nationenpreisturnier in Xalapa.

### 1. Prüfung: Vereinigte Staaten
Im Rahmen der über mehrere Monate andauernden Turnierserie Winter Equestrian Festival in Wellington in Florida wird der US-amerikanische Nationenpreis im Springreiten ausgetragen. Das CSIO 4*-Turnier fand vom 25. Februar bis 2. März 2014 statt, der Nationenpreis wurde am 28. Februar ausgetragen.
|             | Mannschaft                                        | Reiter | Pferd | 1. Umlauf   | 2. Umlauf   | Strafpunkte (Gesamt) | Stechen  | Stechen | Wertungs- punkte |
| Strafpunkte | Mannschaft                                        | Reiter | Pferd | Strafpunkte | Strafpunkte | Strafpunkte (Gesamt) | Zeit (s) |         | Wertungs- punkte |
| ----------- | ------------------------------------------------- | --- | --- | ----------- | ----------- | -------------------- | -------- | ------- | ---------------- |
| 1           | Kanada                                            | Yann Candele | Showgirl | 0           | 0           |                      |          |         |                  |
| 1           | Kanada                                            | Tiffany Foster | Victor | (4)         | 4           |                      |          |         |                  |
| 1           | Kanada                                            | Ian Millar | Dixson | 0           | 4           |                      |          |         |                  |
| 1           | Kanada                                            | Eric Lamaze | Powerplay | 0           | (N.GES.)    |                      |          |         |                  |
| 1           | Kanada                                            | | | 0           | 8           | 8                    |          |         | 100              |
| 2           | Großbritannien (Mannschaft aus der Europa-Liga 1) | Ben Maher mit Diva Tim Gredley mit Chamberlain Z Gemma Paternoster mit Osiris Scott Brash mit Annie                                                               | Ben Maher mit Diva Tim Gredley mit Chamberlain Z Gemma Paternoster mit Osiris Scott Brash mit Annie                                                               |             |             |                      |          |         |                  |
| 2           | Großbritannien (Mannschaft aus der Europa-Liga 1) | | | 5           | 4           | 9                    |          |         | –                |
| 3           | Vereinigte Staaten                                | McLain Ward mit Rothchild Brianne Goutal mit Nice de Prissey Laura Kraut mit Cedric Beezie Madden mit Simon                                                       | McLain Ward mit Rothchild Brianne Goutal mit Nice de Prissey Laura Kraut mit Cedric Beezie Madden mit Simon                                                       |             |             |                      |          |         |                  |
| 3           | Vereinigte Staaten                                | | | 4           | 8           | 12                   |          |         | 90               |
| 4           | Irland (Mannschaft aus der Europa-Liga 1)         | Shane Sweetnam mit Eregas van't Kieselhoft Richie Moloney mit Carrabis Z Paul O’Shea mit Lilli Cian O’Connor mit Quidam's Cherie                                  | Shane Sweetnam mit Eregas van't Kieselhoft Richie Moloney mit Carrabis Z Paul O’Shea mit Lilli Cian O’Connor mit Quidam's Cherie                                  |             |             |                      |          |         |                  |
| 4           | Irland (Mannschaft aus der Europa-Liga 1)         | | | 9           | 8           | 17                   |          |         | –                |
| 4           | Brasilien                                         | Doda de Miranda mit Uutje Yuri Mansur Guerios mit First Division Eduardo Menezes mit Quintol Rodrigo Pessoa mit Status                                            | Doda de Miranda mit Uutje Yuri Mansur Guerios mit First Division Eduardo Menezes mit Quintol Rodrigo Pessoa mit Status                                            |             |             |                      |          |         |                  |
| 4           | Brasilien                                         | | | 9           | 8           | 17                   |          |         | –                |
| 6           | Venezuela                                         | Andrés Rodríguez mit Caballito Gustavo Arroyo mit Quitador Rochelais Luis Larrazabal mit Flash Pablo Barrios mit Zara Leandra                                     | Andrés Rodríguez mit Caballito Gustavo Arroyo mit Quitador Rochelais Luis Larrazabal mit Flash Pablo Barrios mit Zara Leandra                                     |             |             |                      |          |         |                  |
| 6           | Venezuela                                         | | | 12          | 12          | 24                   |          |         | –                |
| 7           | Kolumbien                                         | Roberto Teran mit Woklahoma Manuel Espinosa Pla mit Zipo Mark Bluman mit Lagran Daniel Bluman mit Sancha                                                          | Roberto Teran mit Woklahoma Manuel Espinosa Pla mit Zipo Mark Bluman mit Lagran Daniel Bluman mit Sancha                                                          |             |             |                      |          |         |                  |
| 7           | Kolumbien                                         | | | 18          | 13          | 31                   |          |         | –                |
| 8           | Deutschland (Mannschaft aus der Europa-Liga 1)    | André Thieme | Conthendrix | 9           | 17          |                      |          |         |                  |
| 8           | Deutschland (Mannschaft aus der Europa-Liga 1)    | David Will | Mic Mac du Tillard | 0           | 4           |                      |          |         |                  |
| 8           | Deutschland (Mannschaft aus der Europa-Liga 1)    | Johannes Ehning | Quintana Roo | (18)        | 5           |                      |          |         |                  |
| 8           | Deutschland (Mannschaft aus der Europa-Liga 1)    | Daniel Deußer | Evita van de Veldbalie | 4           | (AUFG)      |                      |          |         |                  |
| 8           | Deutschland (Mannschaft aus der Europa-Liga 1)    | | | 13          | 26          | 39                   |          |         | –                |
| 9           | Mexiko                                            | Nicolas Pizarro mit Colasko Sofia Larrea mit Archimedes Luis Alejandro Plascencia mit Vicky van het Geinsteinde Fernando Martínez Sommer mit Chepepe La Escondida | Nicolas Pizarro mit Colasko Sofia Larrea mit Archimedes Luis Alejandro Plascencia mit Vicky van het Geinsteinde Fernando Martínez Sommer mit Chepepe La Escondida |             |             |                      |          |         |                  |
| 9           | Mexiko                                            | | | 21          |             |                      |          |         | 80               |
| 10          | Neuseeland                                        | Grant Wilson mit Watch Me Kirk Webby mit Que Pasa Z Sharn Wordley mit Derly Chin de Muze                                                                          | Grant Wilson mit Watch Me Kirk Webby mit Que Pasa Z Sharn Wordley mit Derly Chin de Muze                                                                          |             |             |                      |          |         |                  |
| 10          | Neuseeland                                        | | | 34          |             |                      |          |         | –                |
| 11          | Chile                                             | Samuel Parot mit William Wallace Carlos Milthaler mit Player de Brocelia Jorge Matte mit Carla                                                                    | Samuel Parot mit William Wallace Carlos Milthaler mit Player de Brocelia Jorge Matte mit Carla                                                                    |             |             |                      |          |         |                  |
| 11          | Chile                                             | | | 49          |             |                      |          |         | –                |
| 12          | Israel                                            | Danielle Goldstein mit Carisma Elad Yaniv mit Zamillus Again Joshua Taylor mit Quito                                                                              | Danielle Goldstein mit Carisma Elad Yaniv mit Zamillus Again Joshua Taylor mit Quito                                                                              |             |             |                      |          |         |                  |
| 12          | Israel                                            | | | AUSG        |             |                      |          |         | –                |

(Ausgeklammerte Strafpunkte zählen als Streichergebnis nicht für das Mannschaftsergebnis)

### 2. Prüfung: Mexiko
Vom 7. bis 11. Mai 2014 wurde in Xalapa das mexikanische Nationenpreisturnier durchgeführt. Austragungsort des CSIO 4* war der Club Hipico Coapexpan. Im Nationenpreis gingen drei Mannschaften an den Start, wobei Mexiko zwei Equipen stellte.
|             | Mannschaft         | Reiter | Pferd | 1. Umlauf   | 2. Umlauf   | Strafpunkte (Gesamt) | Stechen  | Stechen | Preis- geld | Wertungs- punkte |
| Strafpunkte | Mannschaft         | Reiter | Pferd | Strafpunkte | Strafpunkte | Strafpunkte (Gesamt) | Zeit (s) |         | Preis- geld | Wertungs- punkte |
| ----------- | ------------------ | --- | --- | ----------- | ----------- | -------------------- | -------- | ------- | ----------- | ---------------- |
| 1           | Kanada             | Chris Sorensen | Bobby | (5)         | (4)         |                      |          |         |             |                  |
| 1           | Kanada             | Jonathon Millar | Calvin Klein | 5           | 4           |                      |          |         |             |                  |
| 1           | Kanada             | Kara Chad | Alberto II | 0           | 0           |                      |          |         |             |                  |
| 1           | Kanada             | Ian Millar | Star Power | 0           | 0           | 0                    | 41,96    |         |             |                  |
| 1           | Kanada             | | | 5           | 0           | 5                    | 0        | 41,96   | 29.050 US$  | 100              |
| 2           | Vereinigte Staaten | Jonathan McCrea | Special Lux | (4)         | 0           |                      |          |         |             |                  |
| 2           | Vereinigte Staaten | Sarah Segal | Ramses | 0           | 0           |                      |          |         |             |                  |
| 2           | Vereinigte Staaten | Christine Tribble Mc Crea | Zerly | 1           | (8)         |                      |          |         |             |                  |
| 2           | Vereinigte Staaten | Beezie Madden | Via Volo | 4           | 0           | 4                    | 33,40    |         |             |                  |
| 2           | Vereinigte Staaten | | | 5           | 0           | 5                    | 4        | 33,40   | 22.750 US$  | 90               |
| 3           | Mexiko I           | Lorenza O’Farrill mit Pekin St. Denis Sofia Larrea mit Archimedes Manuel Rodriguez Arregui mit Wick I Jaime Azcarraga mit Anton       | Lorenza O’Farrill mit Pekin St. Denis Sofia Larrea mit Archimedes Manuel Rodriguez Arregui mit Wick I Jaime Azcarraga mit Anton       |             |             |                      |          |         |             |                  |
| 3           | Mexiko I           | | | 6           | 10          | 16                   |          |         | 18.200 US$  | 80               |
| 4           | Mexiko II          | Patricio Pasquel mit Candela Juan Carlos Franco mit Quin Chin Luis Alejandro Plascencia Oñate mit Caressini L Hector Caro mit Siterma | Patricio Pasquel mit Candela Juan Carlos Franco mit Quin Chin Luis Alejandro Plascencia Oñate mit Caressini L Hector Caro mit Siterma |             |             |                      |          |         |             |                  |
| 4           | Mexiko II          | | | 16          | 8           | 24                   |          |         | 10.000 US$  | —                |

(Ausgeklammerte Strafpunkte zählen als Streichergebnis nicht für das Mannschaftsergebnis)

### 3. Prüfung: Kanada
Das kanadische Nationenpreisturnier wird traditionell in Spruce Meadows bei Calgary ausgetragen. Wie schon im Vorjahr wurde der für den Furusiyya FEI Nations Cup zählende Nationenpreis jedoch nicht beim Spruce Meadows Masters im September durchgeführt, er fand stattdessen beim Continental vom 12. bis 15. Juni 2014 statt.
Da nur eine nicht amerikanische Mannschaft teilnahm, stellten Kanada, die Vereinigten Staaten und Mexiko je zwei Equipen. Sie konnten jedoch jeweils nur mit einer vorher festgelegten Mannschaft Wertungspunkte sammeln. Die Mannschaften Kanadas konnten bei ihrem Heimatnationenpreis die Erwartungen nicht erfüllen und kamen auf die Plätze vier und fünf. Die mexikanischen Mannschaften brachten im zweiten Umlauf keine drei Reiter in das Ziel bzw. gingen hier gar nicht an den Start. Es siegte wie im Vorjahr Irland.
|             | Mannschaft                            | Reiter | Pferd | 1. Umlauf   | 2. Umlauf   | Strafpunkte (Gesamt) | Stechen  | Stechen | Preis- geld | Wertungs- punkte |
| Strafpunkte | Mannschaft                            | Reiter | Pferd | Strafpunkte | Strafpunkte | Strafpunkte (Gesamt) | Zeit (s) |         | Preis- geld | Wertungs- punkte |
| ----------- | ------------------------------------- | --- | --- | ----------- | ----------- | -------------------- | -------- | ------- | ----------- | ---------------- |
| 1           | Irland                                | Shane Sweetnam | Eregast van't Kiezelhof | 1           | 0           |                      |          |         |             |                  |
| 1           | Irland                                | Richie Moloney | Slieveanorra | 1           | 0           |                      |          |         |             |                  |
| 1           | Irland                                | Darragh Kenny | San Souci Z | 0           | 1           |                      |          |         |             |                  |
| 1           | Irland                                | Conor Swail | Lansdowne | (8)         | (N.GES.)    |                      |          |         |             |                  |
| 1           | Irland                                | | | 2           | 1           | 3                    |          |         | 40.000 C $  | –                |
| 2           | Vereinigte Staaten I (USA - Stars)    | Charlie Jayne mit Chill R Z Kent Farrington mit Ambler Gambler McLain Ward mit Cannavaro Rich Fellers mit Flexible                    | Charlie Jayne mit Chill R Z Kent Farrington mit Ambler Gambler McLain Ward mit Cannavaro Rich Fellers mit Flexible                    |             |             |                      |          |         |             |                  |
| 2           | Vereinigte Staaten I (USA - Stars)    | | | 4           | 4           | 8                    |          |         | 30.000 C $  | 100              |
| 3           | Vereinigte Staaten II (USA - Stripes) | Leslie Burr-Howard mit Tic Tac Charlie Jacobs mit Flaming Star Kirsten Coe mit Baronez Jonathan McCrea mit Special Lux                | Leslie Burr-Howard mit Tic Tac Charlie Jacobs mit Flaming Star Kirsten Coe mit Baronez Jonathan McCrea mit Special Lux                |             |             |                      |          |         |             |                  |
| 3           | Vereinigte Staaten II (USA - Stripes) | | | 9           | 8           | 17                   |          |         | 20.000 C $  | —                |
| 4           | Kanada I                              | Tiffany Foster mit Verdi III Yann Candele mit Showgirl Ian Millar mit Dixson Eric Lamaze mit Zigali                                   | Tiffany Foster mit Verdi III Yann Candele mit Showgirl Ian Millar mit Dixson Eric Lamaze mit Zigali                                   |             |             |                      |          |         |             |                  |
| 4           | Kanada I                              | | | 17          | 5           | 22                   |          |         | 12.000 C $  | 80               |
| 5           | Kanada II                             | Chris Sorensen mit Bobby Keean White mit Pironella Kara Chad mit Alberto II Jonathon Millar mit Calvin Klein                          | Chris Sorensen mit Bobby Keean White mit Pironella Kara Chad mit Alberto II Jonathon Millar mit Calvin Klein                          |             |             |                      |          |         |             |                  |
| 5           | Kanada II                             | | | 18          | 11          | 29                   |          |         | 10.000 C $  | —                |
| 6           | Mexiko I (Aztecas)                    | Nicolas Pizarro mit Colasko Sofia Larrea mit Archimedes Claudia Lorenza O Farrill mit Pekin St. Denis Santiago Lambre mit Cassius     | Nicolas Pizarro mit Colasko Sofia Larrea mit Archimedes Claudia Lorenza O Farrill mit Pekin St. Denis Santiago Lambre mit Cassius     |             |             |                      |          |         |             |                  |
| 6           | Mexiko I (Aztecas)                    | | | 23          | AUFG        |                      |          |         | 7.000 C $   | 60               |
| 7           | Mexiko II (Mayas)                     | Juan Carlos Franco mit Quin Chin Salvador Onate mit Cartier Luis Alejandro Placensia mit Caressini L Antonio Chedraui mit Aristotelis | Juan Carlos Franco mit Quin Chin Salvador Onate mit Cartier Luis Alejandro Placensia mit Caressini L Antonio Chedraui mit Aristotelis |             |             |                      |          |         |             |                  |
| 7           | Mexiko II (Mayas)                     | | | 28          |             |                      |          |         | 6.000 C $   | —                |

(Ausgeklammerte Strafpunkte zählen als Streichergebnis nicht für das Mannschaftsergebnis)

### Gesamtwertung Nord- und Zentralamerikaliga
Nach drei Wertungsprüfungen qualifizierten sich die Vereinigten Staaten und Kanada für das Finale des Nations Cups.
|   |                    | USA | MEX | CAN | Wertungs- punkte |
| - | ------------------ | --- | --- | --- | ---------------- |
| 1 | Kanada             | 100 | 100 | 80  | 280              |
| 1 | Vereinigte Staaten | 90  | 90  | 100 | 280              |
| 3 | Mexiko             | 80  | 80  | 60  | 220              |

## Europa-Liga 1
An der Europa-Liga 1 (Europe Division 1) nehmen 2014 zehn Mannschaften teil und damit zwei mehr als im Vorjahr. Für diese Liga qualifizierten sich die Mannschaft anhand folgender Regelungen:
1. Europäische Mannschaften, die im Nations-Cup-Finale des Vorjahrs auf die Plätze eins bis drei kamen (soweit diese nicht verzichten),
2. die zwei führenden Mannschaften der abschließenden Gesamtwertung der Europa-Liga 2 des Vorjahrs (soweit diese nicht verzichten),
3. weitere Mannschaften aus der letztjährigen Europa-Liga 1 anhand der Gesamtwertung des Vorjahres

Durch die Erhöhung der Anzahl der Mannschaften konnte sich auch die deutsche Mannschaft für die Liga qualifizieren, die im Vorjahr nur auf den siebenten Platz kam. Die zehn Mannschaften sind: Belgien, Deutschland, Frankreich, Großbritannien, Irland, die Niederlande, Schweden, die Schweiz, Spanien und die Ukraine.
Zu Beginn der Saison mussten sich die Mannschaften festlegen, bei welchen vier der acht Prüfungen sie Wertungspunkte für das Finale sammeln wollen. Die Entscheidung erfolgte anhand der Rangierung in der letzten Nations-Cup-Saison, pro Prüfung können jeweils vier Equipen Wertungspunkte erhalten.
In jedem Nationenpreis der Europa-Liga 1 dürfen acht Mannschaften an den Start gehen (soweit die Mannschaft des Gastgebers nicht Teil der Europa-Liga 1 ist, neun Mannschaften). Den zweiten Umlauf erreichen grundsätzlich nur acht Mannschaften.
Bei den Wertungsprüfungen kam es zu einer Änderung: der CHIO Aachen ist nicht mehr Teil der Furusiyya FEI Nations Cups, da es zu keiner Einigung im Sponsorenstreit mit der FEI kam (der CHIO arbeitet weiterhin mit Rolex als Sponsor zusammen und ist Teil des „Rolex Grand Slam of Show Jumping“, die FEI hingegen hat einen Sponsoringvertrag mit Longines). Im Gegenzug ist das Nationenpreisturnier mit belgischen Lummen nun Teil der Europa-Liga 1.

### 1. Prüfung: Belgien
Das Nationenpreisturnier im Lummen ist 2014 erstmals Teil der europäischen Spitzenliga. Das Turnier fand vom 30. April bis 4. Mai 2014 statt, der Nationenpreis wurde am 2. Mai ab 16:00 Uhr durchgeführt.
In beiden Umläufen des Nationenpreises dominierte die Mannschaft der Schweiz, beide Male mussten Steve Guerdat und Nasa gar nicht mehr an den Start gehen, da alle anderen Schweizer Reiter fehlerfrei geblieben waren. Ein idealer Einstand war der Sieg auch für den neuen Equipe-Chef Andy Kistler, der diese Aufgabe mit Beginn der grünen Saison übernommen hatte. Die Equipe Frankreichs konnte im ersten Umlauf noch vier Fehlerpunkte streichen, ein Hindernisabwurf beim Ritt der Schlussreiterin Pénélope Leprevost führte im zweiten Umlauf jedoch zu vier Strafpunkten zu viel, zu einem Stechen kam es daher nicht.
Die folgenden Equipen erhielten in Lummen Wertungspunkte: Belgien, Frankreich, Schweden, die Schweiz und Spanien.
|             | Mannschaft     | Reiter | Pferd | 1. Umlauf   | 2. Umlauf   | Strafpunkte (Gesamt) | Stechen  | Stechen | Preis- geld | Wertungs- punkte |
| Strafpunkte | Mannschaft     | Reiter | Pferd | Strafpunkte | Strafpunkte | Strafpunkte (Gesamt) | Zeit (s) |         | Preis- geld | Wertungs- punkte |
| ----------- | -------------- | --- | --- | ----------- | ----------- | -------------------- | -------- | ------- | ----------- | ---------------- |
| 1           | Schweiz        | Pius Schwizer | Toulago | 0           | 0           |                      |          |         |             |                  |
| 1           | Schweiz        | Romain Duguet | Quorida de Treho | 0           | 0           |                      |          |         |             |                  |
| 1           | Schweiz        | Paul Estermann | Castlefield Eclipse | 0           | 0           |                      |          |         |             |                  |
| 1           | Schweiz        | Steve Guerdat | Nasa | (N.GES.)    | (N.GES.)    |                      |          |         |             |                  |
| 1           | Schweiz        | | | 0           | 0           | 0                    |          |         | 64.000 €    | 100              |
| 2           | Frankreich     | Kevin Staut mit Reveur de Hurtebise Aymeric de Ponnat mit Armitages Boy Jerome Hurel mit Quartz Rouge Pénélope Leprevost mit Dame Blanche van Arenberg | Kevin Staut mit Reveur de Hurtebise Aymeric de Ponnat mit Armitages Boy Jerome Hurel mit Quartz Rouge Pénélope Leprevost mit Dame Blanche van Arenberg |             |             |                      |          |         |             |                  |
| 2           | Frankreich     | | | 0           | 4           | 4                    |          |         | 40.000 €    | 90               |
| 3           | Belgien        | Pieter Devos mit Candy Nicola Philippaerts mit Cortez Jos Verlooy mit Domino Gregory Wathelet mit Forlap                                               | Pieter Devos mit Candy Nicola Philippaerts mit Cortez Jos Verlooy mit Domino Gregory Wathelet mit Forlap                                               |             |             |                      |          |         |             |                  |
| 3           | Belgien        | | | 8           | 4           | 12                   |          |         | 28.000 €    | 75               |
| 3           | Irland         | Thomas Ryan mit Caribo Bertram Allen mit Molly Malone V Mark McAuley mit Isco de Amoranda Billy Twomey mit Diaghilev                                   | Thomas Ryan mit Caribo Bertram Allen mit Molly Malone V Mark McAuley mit Isco de Amoranda Billy Twomey mit Diaghilev                                   |             |             |                      |          |         |             |                  |
| 3           | Irland         | | | 12          | 0           | 12                   |          |         | 28.000 €    | —                |
| 5           | Niederlande    | Bart Bles mit Lord Sandro Robert Vos mit Interline H Johnny Pals mit Vignet Jur Vrieling mit Bubalu                                                    | Bart Bles mit Lord Sandro Robert Vos mit Interline H Johnny Pals mit Vignet Jur Vrieling mit Bubalu                                                    |             |             |                      |          |         |             |                  |
| 5           | Niederlande    | | | 0           | 16          | 16                   |          |         | 16.000 €    | —                |
| 6           | Spanien        | Manuel Añon mit Baldo DS Manuel Fernandez Saro mit Darius Eduardo Álvarez Aznar mit Rokfeller de Pleville Sergio Alvarez Moya mit Zipper               | Manuel Añon mit Baldo DS Manuel Fernandez Saro mit Darius Eduardo Álvarez Aznar mit Rokfeller de Pleville Sergio Alvarez Moya mit Zipper               |             |             |                      |          |         |             |                  |
| 6           | Spanien        | | | 15          | 4           | 19                   |          |         | 11.000 €    | 55               |
| 7           | Schweden       | Peder Fredricson mit Cash In Emma Emanuelsson mit Titan Henrik von Eckermann mit Gotha FRH Rolf-Göran Bengtsson mit Casall                             | Peder Fredricson mit Cash In Emma Emanuelsson mit Titan Henrik von Eckermann mit Gotha FRH Rolf-Göran Bengtsson mit Casall                             |             |             |                      |          |         |             |                  |
| 7           | Schweden       | | | 8           | 13          | 21                   |          |         | 8.000 €     | 50               |
| 8           | Großbritannien | Guy Williams mit Zaire Robert Whitaker mit Catwalk IV William Whitaker mit Fandango William Funnell mit Billy Congo                                    | Guy Williams mit Zaire Robert Whitaker mit Catwalk IV William Whitaker mit Fandango William Funnell mit Billy Congo                                    |             |             |                      |          |         |             |                  |
| 8           | Großbritannien | | | 16          | 17          | 33                   |          |         | 5.000 €     | —                |

(Ausgeklammerte Strafpunkte zählen als Streichergebnis nicht für das Mannschaftsergebnis)

### 2. Prüfung: Frankreich
Erstmals seit Jahren war das französische Nationenpreisturnier in La Baule-Escoublac nicht die erste Etappe der (europäischen) Topliga. Durchgeführt wurde das Turnier im Jahr 2014 vom 15. bis zum 18. Mai.
Bei ihrem heimischen Nationenpreis gewann die französische Equipe. Die Schweizer Mannschaft musste nach dem Sieg in Lummen eine Schlappe hinnehmen, sie kam auf den achten und damit letzten Platz, was ihr lediglich 50 Punkte für die Gesamtwertung brachte. Aufgrund der zeitgleich stattfindenden deutschen Meisterschaft waren keine deutschen Reiter in La Baule am Start.
In La Baule erhielten folgende Mannschaften Wertungspunkte: Frankreich, Irland, die Schweiz, Spanien und Belgien.
|             | Mannschaft                            | Reiter | Pferd | 1. Umlauf   | 2. Umlauf   | Strafpunkte (Gesamt) | Stechen  | Stechen | Preis- geld | Wertungs- punkte |
| Strafpunkte | Mannschaft                            | Reiter | Pferd | Strafpunkte | Strafpunkte | Strafpunkte (Gesamt) | Zeit (s) |         | Preis- geld | Wertungs- punkte |
| ----------- | ------------------------------------- | --- | --- | ----------- | ----------- | -------------------- | -------- | ------- | ----------- | ---------------- |
| 1           | Frankreich                            | Pénélope Leprevost | Dame Blanche van Arenberg | 0           | 0           |                      |          |         |             |                  |
| 1           | Frankreich                            | Aymeric de Ponnat | Armitages Boy | 0           | 0           |                      |          |         |             |                  |
| 1           | Frankreich                            | Jerome Hurel | Quartz Rouge | 0           | 4           |                      |          |         |             |                  |
| 1           | Frankreich                            | Kevin Staut | Reveur de Hurtebise | (8)         | (N.GES.)    |                      |          |         |             |                  |
| 1           | Frankreich                            | | | 4           | 0           | 4                    |          |         | 64.000 €    | 100              |
| 2           | Belgien                               | François Mathy Jr mit Polinska des Isles Olivier Philippaerts mit Cabrio van de Heffinck Jos Verlooy mit Domino Gregory Wathelet mit Forlap                    | François Mathy Jr mit Polinska des Isles Olivier Philippaerts mit Cabrio van de Heffinck Jos Verlooy mit Domino Gregory Wathelet mit Forlap                    |             |             |                      |          |         |             |                  |
| 2           | Belgien                               | | | 0           | 8           | 8                    |          |         | 40.000 €    | 90               |
| 3           | Irland                                | Denis Lynch mit All Star Cameron Hanley mit Antello Z Cian O’Connor mit Quidam's Cherie Billy Twomey mit Diaghilev                                             | Denis Lynch mit All Star Cameron Hanley mit Antello Z Cian O’Connor mit Quidam's Cherie Billy Twomey mit Diaghilev                                             |             |             |                      |          |         |             |                  |
| 3           | Irland                                | | | 8           | 4           | 12                   |          |         | 28.000 €    | 75               |
| 3           | Großbritannien                        | Ben Maher mit Urico Joe Clee mit Utamaro d'Ecaussines Tim Gredley mit Chamberlain Z Michael Whitaker mit Amai                                                  | Ben Maher mit Urico Joe Clee mit Utamaro d'Ecaussines Tim Gredley mit Chamberlain Z Michael Whitaker mit Amai                                                  |             |             |                      |          |         |             |                  |
| 3           | Großbritannien                        | | | 8           | 4           | 12                   |          |         | 28.000 €    | —                |
| 5           | Spanien                               | Manuel Fernandez Saro mit Darius Paola Amilibia Puig mit Notre Star de La Nutria Eduardo Álvarez Aznar mit Rokfeller de Pleville Sergio Álvarez Moya mit Carlo | Manuel Fernandez Saro mit Darius Paola Amilibia Puig mit Notre Star de La Nutria Eduardo Álvarez Aznar mit Rokfeller de Pleville Sergio Álvarez Moya mit Carlo |             |             |                      |          |         |             |                  |
| 5           | Spanien                               | | | 12          | 4           | 16                   |          |         | 11.667 €    | 57,5             |
| 5           | Brasilien (Mannschaft aus Südamerika) | Rodrigo Pessoa mit Status Yuri Mansur Guerios mit First Devision Eduardo Menezes mit Quintol Marlon Módolo Zanotelli mit Clouwni                               | Rodrigo Pessoa mit Status Yuri Mansur Guerios mit First Devision Eduardo Menezes mit Quintol Marlon Módolo Zanotelli mit Clouwni                               |             |             |                      |          |         |             |                  |
| 5           | Brasilien (Mannschaft aus Südamerika) | | | 12          | 4           | 16                   |          |         | 11.667 €    | —                |
| 5           | Niederlande                           | Vincent Voorn mit Quinlan Timothy Hendrix mit Very Nice Willem Greve mit Avion Jur Vrieling mit Bubalu                                                         | Vincent Voorn mit Quinlan Timothy Hendrix mit Very Nice Willem Greve mit Avion Jur Vrieling mit Bubalu                                                         |             |             |                      |          |         |             |                  |
| 5           | Niederlande                           | | | 12          | 4           | 16                   |          |         | 11.667 €    | —                |
| 8           | Schweiz                               | Pius Schwizer | Toulago | 4           | 4           |                      |          |         |             |                  |
| 8           | Schweiz                               | Jane Richard Philips | Pablo de Virton | 0           | 4           |                      |          |         |             |                  |
| 8           | Schweiz                               | Steve Guerdat | Concetto Son | (20)        | 4           |                      |          |         |             |                  |
| 8           | Schweiz                               | Paul Estermann | Castlefield Eclipse | 4           | (4)         |                      |          |         |             |                  |
| 8           | Schweiz                               | | | 8           | 12          | 20                   |          |         | 5.000 €     | 50               |

(Ausgeklammerte Strafpunkte zählen als Streichergebnis nicht für das Mannschaftsergebnis)

### 3. Prüfung: Italien
Das italienische Nationenpreisturnier fand vom 22. bis zum 25. Mai 2014 auf der Piazza di Siena in Rom statt.
Beim Turnier in Rom erhielten folgende Mannschaften Wertungspunkte: Frankreich, Großbritannien, die Niederlande, die Ukraine und Deutschland. Italien war als Gastgeber ebenfalls startberechtigt.
|             | Mannschaft                                            | Reiter | Pferd | 1. Umlauf   | 2. Umlauf   | Strafpunkte (Gesamt) | Stechen  | Stechen | Preis- geld | Wertungs- punkte |
| Strafpunkte | Mannschaft                                            | Reiter | Pferd | Strafpunkte | Strafpunkte | Strafpunkte (Gesamt) | Zeit (s) |         | Preis- geld | Wertungs- punkte |
| ----------- | ----------------------------------------------------- | --- | --- | ----------- | ----------- | -------------------- | -------- | ------- | ----------- | ---------------- |
| 1           | Belgien                                               | Ludo Philippaerts | Challenge van de Begijnakker | 4           | (24)        |                      |          |         |             |                  |
| 1           | Belgien                                               | Niels Bruynseels | Pommeau du Heup | 0           | 0           |                      |          |         |             |                  |
| 1           | Belgien                                               | Constant van Paesschen | Toscan de Sainte | 0           | 0           |                      |          |         |             |                  |
| 1           | Belgien                                               | Nicola Philippaerts | Forever d'Arco | (4)         | 4           |                      |          |         |             |                  |
| 1           | Belgien                                               | | | 4           | 4           | 8                    |          |         | 64.000 €    | —                |
| 2           | Niederlande                                           | Jeroen Dubbeldam mit Zenith Maikel van der Vleuten mit Verdi Jur Vrieling mit Bubalu Gerco Schröder mit London                                              | Jeroen Dubbeldam mit Zenith Maikel van der Vleuten mit Verdi Jur Vrieling mit Bubalu Gerco Schröder mit London                                              |             |             |                      |          |         |             |                  |
| 2           | Niederlande                                           | | | 5           | 4           | 9                    |          |         | 40.000 €    | 90               |
| 3           | Deutschland                                           | Daniel Deußer | Fyloe van het Claeyssenhof | 4           | (16)        |                      |          |         |             |                  |
| 3           | Deutschland                                           | Marco Kutscher | Liberty Son | 0           | 4           |                      |          |         |             |                  |
| 3           | Deutschland                                           | Hans-Dieter Dreher | Embassy II | (4)         | 4           |                      |          |         |             |                  |
| 3           | Deutschland                                           | Ludger Beerbaum | Chiara | 0           | 0           |                      |          |         |             |                  |
| 3           | Deutschland                                           | | | 4           | 8           | 12                   |          |         | 32.000 €    | 80               |
| 4           | Großbritannien                                        | Ben Maher mit Cella Joe Clee mit Diablesse de Muze Michael Whitaker mit Viking Scott Brash mit Sanctos                                                      | Ben Maher mit Cella Joe Clee mit Diablesse de Muze Michael Whitaker mit Viking Scott Brash mit Sanctos                                                      |             |             |                      |          |         |             |                  |
| 4           | Großbritannien                                        | | | 0           | 20          | 20                   |          |         | 24.000 €    | 70               |
| 5           | Ukraine                                               | Cassio Rivetti mit Vivant Ulrich Kirchhoff mit Light On OLD Ferenc Szentirmai mit Chadino Katharina Offel mit Charlie                                       | Cassio Rivetti mit Vivant Ulrich Kirchhoff mit Light On OLD Ferenc Szentirmai mit Chadino Katharina Offel mit Charlie                                       |             |             |                      |          |         |             |                  |
| 5           | Ukraine                                               | | | 17          | 6           | 23                   |          |         | 16.000 €    | 60               |
| 6           | Frankreich                                            | Pénélope Leprevost mit Flora de Mariposa Kevin Staut mit For Joy van't Zorgvliet Simon Delestre mit Qlassic Bois Margot Patrice Delaveau mit Orient Express | Pénélope Leprevost mit Flora de Mariposa Kevin Staut mit For Joy van't Zorgvliet Simon Delestre mit Qlassic Bois Margot Patrice Delaveau mit Orient Express |             |             |                      |          |         |             |                  |
| 6           | Frankreich                                            | | | 17          | 8           | 25                   |          |         | 11.000 €    | 55               |
| 7           | Katar (Mannschaft aus der Nahost-Liga)                | Faleh Suwead Al Ajami mit Come Soon Ali bin Chalid Al Thani mit Vienna Olympic Mubarak Al Rumaihi mit Castiglione L Bassem Hassan Muhammad mit Dejavu       | Faleh Suwead Al Ajami mit Come Soon Ali bin Chalid Al Thani mit Vienna Olympic Mubarak Al Rumaihi mit Castiglione L Bassem Hassan Muhammad mit Dejavu       |             |             |                      |          |         |             |                  |
| 7           | Katar (Mannschaft aus der Nahost-Liga)                | | | 13          | 13          | 26                   |          |         | 8.000 €     | —                |
| 8           | Italien (Gastgeber, Mannschaft aus der Europa-Liga 2) | Lorenzo de Luca mit Elky van het Indihof Francesco Franco mit Cassandra Filippo Moyersoen mit Canada Emanuele Gaudiano mit Cocoshynsky                      | Lorenzo de Luca mit Elky van het Indihof Francesco Franco mit Cassandra Filippo Moyersoen mit Canada Emanuele Gaudiano mit Cocoshynsky                      |             |             |                      |          |         |             |                  |
| 8           | Italien (Gastgeber, Mannschaft aus der Europa-Liga 2) | | | 24          | 12          | 36                   |          |         | 5.000 €     | —                |

(Ausgeklammerte Strafpunkte zählen als Streichergebnis nicht für das Mannschaftsergebnis)

### 4. Prüfung: Schweiz
Das vierte Turnier im Rahmen der Europa-Liga 1 fand vom 29. Mai bis 1. Juni 2014 in St. Gallen statt. Der CSIO Schweiz, das Nationenpreisturnier der Schweiz, wurde im Stadion Gründenmoos ausgetragen.
Wertungspunkte erhielten in St. Gallen folgende Mannschaften: die Schweiz, die Ukraine, Spanien, Belgien und Schweden.
Wie im Vorjahr gewann die Equipe Großbritanniens, die mit einer jungen Mannschaft angereist war (drei Reiter im Alter von 31 Jahren und jünger). Die Schweizer Equipe kam nur auf eine Platzierung im Mittelfeld.
|             | Mannschaft     | Reiter | Pferd | 1. Umlauf   | 2. Umlauf   | Strafpunkte (Gesamt) | Stechen  | Stechen | Preis- geld | Wertungs- punkte |
| Strafpunkte | Mannschaft     | Reiter | Pferd | Strafpunkte | Strafpunkte | Strafpunkte (Gesamt) | Zeit (s) |         | Preis- geld | Wertungs- punkte |
| ----------- | -------------- | --- | --- | ----------- | ----------- | -------------------- | -------- | ------- | ----------- | ---------------- |
| 1           | Großbritannien | Daniel Neilson | Varo M | (12)        | 0           |                      |          |         |             |                  |
| 1           | Großbritannien | Spencer Roe | Wonder Why | 1           | 1           |                      |          |         |             |                  |
| 1           | Großbritannien | Robert Whitaker | Catwalk IV | 0           | 1           |                      |          |         |             |                  |
| 1           | Großbritannien | Guy Williams | Zaire | 0           | (9)         |                      |          |         |             |                  |
| 1           | Großbritannien | | | 1           | 2           | 3                    |          |         | 64.000 €    | —                |
| 2           | Spanien        | Manuel Fernandez Saro mit Darius Paola Amilibia Puig mit Prunella D'Ariel Eduardo Álvarez Aznar mit Rico Revel Sergio Álvarez Moya mit Zipper                     | Manuel Fernandez Saro mit Darius Paola Amilibia Puig mit Prunella D'Ariel Eduardo Álvarez Aznar mit Rico Revel Sergio Álvarez Moya mit Zipper                     |             |             |                      |          |         |             |                  |
| 2           | Spanien        | | | 2           | 2           | 4                    |          |         | 40.000 €    | 90               |
| 3           | Schweden       | Douglas Lindelöw mit Casello Emma Emanuelsson mit Titan Niklas Jonsson mit Caral Peder Fredricson mit Sibon                                                       | Douglas Lindelöw mit Casello Emma Emanuelsson mit Titan Niklas Jonsson mit Caral Peder Fredricson mit Sibon                                                       |             |             |                      |          |         |             |                  |
| 3           | Schweden       | | | 9           | 1           | 10                   |          |         | 32.000 €    | 80               |
| 4           | Schweiz        | Pius Schwizer | Toulago | 4           | 0           |                      |          |         |             |                  |
| 4           | Schweiz        | Paul Estermann | Castlefield Eclipse | 5           | (8)         |                      |          |         |             |                  |
| 4           | Schweiz        | Jane Richard Philips | Pablo de Virton | (8)         | 0           |                      |          |         |             |                  |
| 4           | Schweiz        | Steve Guerdat | Nino des Buissonnets | 1           | 4           |                      |          |         |             |                  |
| 4           | Schweiz        | | | 10          | 4           | 14                   |          |         | 24.000 €    | 70               |
| 5           | Ukraine        | Cassio Rivetti mit Vivant Katharina Offel mit Charlie Ferenc Szentirmai mit Chadino Oleg Krasyuk mit K Club Lady                                                  | Cassio Rivetti mit Vivant Katharina Offel mit Charlie Ferenc Szentirmai mit Chadino Oleg Krasyuk mit K Club Lady                                                  |             |             |                      |          |         |             |                  |
| 5           | Ukraine        | | | 7           | 9           | 16                   |          |         | 16.000 €    | 60               |
| 6           | Belgien        | Philippe Le Jeune mit Once de Kreisker Olivier Philippaerts mit Cabrio van de Heffinck Jos Verlooy mit Domino Nicola Philippaerts mit Cortez                      | Philippe Le Jeune mit Once de Kreisker Olivier Philippaerts mit Cabrio van de Heffinck Jos Verlooy mit Domino Nicola Philippaerts mit Cortez                      |             |             |                      |          |         |             |                  |
| 6           | Belgien        | | | 6           | 13          | 19                   |          |         | 11.000 €    | 55               |
| 7           | Frankreich     | Kevin Staut mit Reveur de Hurtebise Timothée Anciaume mit Padock du Plessis Anne Sophie Godart mit Carlitto van't Zorgvliet Julien Épaillard mit Qarat de La Loge | Kevin Staut mit Reveur de Hurtebise Timothée Anciaume mit Padock du Plessis Anne Sophie Godart mit Carlitto van't Zorgvliet Julien Épaillard mit Qarat de La Loge |             |             |                      |          |         |             |                  |
| 7           | Frankreich     | | | 16          | 4           | 20                   |          |         | 8.000 €     | —                |
| 8           | Niederlande    | Johnny Pals mit Vignet Maureen Bonder mit Alex Jody van Gerwen mit Dynamite van het Hazelarenhoekje Robert Vos mit Interline H                                    | Johnny Pals mit Vignet Maureen Bonder mit Alex Jody van Gerwen mit Dynamite van het Hazelarenhoekje Robert Vos mit Interline H                                    |             |             |                      |          |         |             |                  |
| 8           | Niederlande    | | | 21          | 10          | 31                   |          |         | 5.000 €     | —                |

(Ausgeklammerte Strafpunkte zählen als Streichergebnis nicht für das Mannschaftsergebnis)

### 5. Prüfung: Niederlande
Der CHIO Rotterdam, das Nationenpreisturnier der Niederlande, fand vom 18. bis zum 22. Juni 2014 statt. In Rotterdam konnten folgende Mannschaften Wertungspunkte erhalten: Frankreich, Irland, die Schweiz, die Niederlande und Deutschland.
Im ersten Umlauf des Nationenpreises von Rotterdam erreichte nur die heimische Mannschaft im ersten Umlauf ein Ergebnis von null Strafpunkten, wobei das Ergebnis von Harrie Smolders gestrichen werden konnte, der mit Emerald 17 Strafpunkte hinnehmen musste. Smolders ging im zweiten Umlauf nicht an den Start, dennoch lag die Niederlande nach dem zweiten Umlauf mit acht Strafpunkten auf dem ersten Rang. Diesen Rang mussten sie sich allerdings mit der Equipe Frankreichs teilen, die im zweiten Umlauf nach einem Sturz von Patrice Delaveau auch nur drei Ergebnisse vorweisen konnte. Damit wurde ein Stechen erforderlich, in dem Pénélope Leprevost mit ihrer Stute für Frankreich ohne Fehler blieb. Gerco Schröder hatte mit seinem Erfolgspferd London für einen Sprung gerissen und gab kurz danach auf.
Die Mannschaft Großbritanniens konnte sich im zweiten Umlauf von sechsten auf den vierten Platz vorarbeiten, auf Platz drei kam die deutsche Mannschaft. Die Schweiz, die in Rotterdam letztmals in dieser Saison Wertungspunkte sammeln konnte, fiel vom zweiten Platz im ersten Umlauf auf Rang sechs zurück.
|             | Mannschaft                                                           | Reiter | Pferd | 1. Umlauf   | 2. Umlauf   | Strafpunkte (Gesamt) | Stechen  | Stechen | Preis- geld | Wertungs- punkte |
| Strafpunkte | Mannschaft                                                           | Reiter | Pferd | Strafpunkte | Strafpunkte | Strafpunkte (Gesamt) | Zeit (s) |         | Preis- geld | Wertungs- punkte |
| ----------- | -------------------------------------------------------------------- | --- | --- | ----------- | ----------- | -------------------- | -------- | ------- | ----------- | ---------------- |
| 1           | Frankreich                                                           | Pénélope Leprevost | Flora de Mariposa | 4           | 0           |                      | 0        | 34,57   |             |                  |
| 1           | Frankreich                                                           | Patrice Delaveau | Carinjo | 0           | (AUSG)      |                      |          |         |             |                  |
| 1           | Frankreich                                                           | Roger-Yves Bost | Myrtille Paulois | (4)         | 0           |                      |          |         |             |                  |
| 1           | Frankreich                                                           | Kevin Staut | Reveur de Hurtebise | 0           | 4           |                      |          |         |             |                  |
| 1           | Frankreich                                                           | | | 4           | 4           | 8                    | 0        | 34,57   | 64.000 €    | 100              |
| 2           | Niederlande                                                          | Jeroen Dubbeldam | Zenith | 0           | 4           |                      |          |         |             |                  |
| 2           | Niederlande                                                          | Maikel van der Vleuten                                                                                                 | Verdi | 0           | 4           |                      |          |         |             |                  |
| 2           | Niederlande                                                          | Harrie Smolders | Emerald | (17)        | (N.GES.)    |                      |          |         |             |                  |
| 2           | Niederlande                                                          | Gerco Schröder | London | 0           | 0           | (AUFG)               |          |         |             |                  |
| 2           | Niederlande                                                          | | | 0           | 8           | 8                    | AUFG     |         | 40.000 €    | 90               |
| 3           | Deutschland                                                          | Ludger Beerbaum | Chiara | 4           | (9)         |                      |          |         |             |                  |
| 3           | Deutschland                                                          | Christian Ahlmann | Codex One | 0           | 4           |                      |          |         |             |                  |
| 3           | Deutschland                                                          | Daniel Deußer | Cornet d'Amour | (5)         | 0           |                      |          |         |             |                  |
| 3           | Deutschland                                                          | Marcus Ehning | Cornado NRW | 0           | 4           |                      |          |         |             |                  |
| 3           | Deutschland                                                          | | | 4           | 8           | 12                   |          |         | 32.000 €    | 80               |
| 4           | Großbritannien                                                       | Joe Clee mit Utamaro d'Ecaussines Spencer Roe mit Wonder Why Jessie Drea mit Touchable Guy Williams mit Zaire          | Joe Clee mit Utamaro d'Ecaussines Spencer Roe mit Wonder Why Jessie Drea mit Touchable Guy Williams mit Zaire          |             |             |                      |          |         |             |                  |
| 4           | Großbritannien                                                       | | | 12          | 4           | 16                   |          |         | 24.000 €    | —                |
| 5           | Brasilien (Mannschaft aus Südamerika)                                | Doda de Miranda mit Uutje Yuri Mansur Guerios mit First Division Eduardo Menezes mit Quintol Rodrigo Pessoa mit Status | Doda de Miranda mit Uutje Yuri Mansur Guerios mit First Division Eduardo Menezes mit Quintol Rodrigo Pessoa mit Status |             |             |                      |          |         |             |                  |
| 5           | Brasilien (Mannschaft aus Südamerika)                                | | | 4           | 13          | 17                   |          |         | 16.000 €    | —                |
| 6           | Schweiz                                                              | Paul Estermann | Castlefield Eclipse | 0           | (11)        |                      |          |         |             |                  |
| 6           | Schweiz                                                              | Jane Richard Philips                                                                                                   | Pablo de Virton | 4           | 4           |                      |          |         |             |                  |
| 6           | Schweiz                                                              | Romain Duguet | Quorida de Treho | (4)         | 8           |                      |          |         |             |                  |
| 6           | Schweiz                                                              | Pius Schwizer | Toulago | 0           | 4           |                      |          |         |             |                  |
| 6           | Schweiz                                                              | | | 4           | 16          | 20                   |          |         | 11.000 €    | 60               |
| 7           | Irland                                                               | Denis Lynch mit Coulisa Cameron Hanley mit Antello Z Cian O’Connor mit Quidam's Cherie Dermott Lennon mit Lou-Lou      | Denis Lynch mit Coulisa Cameron Hanley mit Antello Z Cian O’Connor mit Quidam's Cherie Dermott Lennon mit Lou-Lou      |             |             |                      |          |         |             |                  |
| 7           | Irland                                                               | | | 13          | 13          | 26                   |          |         | 8.000 €     | 55               |
| 8           | Vereinigte Staaten (Mannschaft aus der Nord- und Zentralamerikaliga) | Lucy Davis mit Barron Jessica Springsteen mit Vindicat W Katherine Dinan mit Nougat du Vallet Lauren Hough mit Ohlala  | Lucy Davis mit Barron Jessica Springsteen mit Vindicat W Katherine Dinan mit Nougat du Vallet Lauren Hough mit Ohlala  |             |             |                      |          |         |             |                  |
| 8           | Vereinigte Staaten (Mannschaft aus der Nord- und Zentralamerikaliga) | | | 13          | 14          | 27                   |          |         | 5.000 €     | —                |

(Ausgeklammerte Strafpunkte zählen als Streichergebnis nicht für das Mannschaftsergebnis)

### 6. Prüfung: Schweden
Die schwedische Etappe der Europa-Liga 1 wurde bei der Falsterbo Horse Show in Skanör med Falsterbo ausgetragen. Das Turnier fand vom 10. bis zum 13. Juli 2014 statt. In Falsterbo hatten folgende Mannschaften die Möglichkeit, Wertungspunkte zu sammeln: Großbritannien, die Niederlande, die Ukraine, Spanien und Schweden.
Im ersten Umlauf des Nationenpreises kam es nur zu wenig Strafpunkten aufgrund von Hindernisfehlern, stattdessen bereitete die erlaubte Zeit einigen Reitern Probleme. Nach dem ersten Umlauf hatten fünf Mannschaften ein Ergebnis von null bis zwei Strafpunkten, zwei weitere Mannschaften hatten vier bzw. fünf Strafpunkte gesammelt. Lediglich die Schweiz lag chancenlos mit 17 Strafpunkten auf dem letzten Rang.
Für den zweiten Umlauf wurden Hindernisse erhöht und auch die Tiefe erhöht, was sich auch im Ergebnis niederschlug. Es kam zu deutlich mehr Hindernisfehlern, die Mannschaft der Ukraine fiel noch hinter die Schweiz zurück. Mit nur fünf in das Ergebnis eingehenden Strafpunkten im zweiten Umlauf sicherte sich die deutsche Mannschaft, die aus B- und B2-Kader-Reitern bestand, den Sieg – eine Woche vor dem heimischen Nationenpreis beim CHIO Aachen.
|             | Mannschaft                                                           | Reiter | Pferd | 1. Umlauf   | 2. Umlauf   | Strafpunkte (Gesamt) | Stechen  | Stechen | Preis- geld | Wertungs- punkte |
| Strafpunkte | Mannschaft                                                           | Reiter | Pferd | Strafpunkte | Strafpunkte | Strafpunkte (Gesamt) | Zeit (s) |         | Preis- geld | Wertungs- punkte |
| ----------- | -------------------------------------------------------------------- | --- | --- | ----------- | ----------- | -------------------- | -------- | ------- | ----------- | ---------------- |
| 1           | Deutschland                                                          | Meredith Michaels-Beerbaum | Fibonacci | (5)         | 4           |                      |          |         |             |                  |
| 1           | Deutschland                                                          | André Thieme | Conthendrix | 1           | 1           |                      |          |         |             |                  |
| 1           | Deutschland                                                          | Patrick Stühlmeyer | Lacan | 0           | (4)         |                      |          |         |             |                  |
| 1           | Deutschland                                                          | Katrin Eckermann | Firth of Lorne | 1           | 0           |                      |          |         |             |                  |
| 1           | Deutschland                                                          | | | 2           | 5           | 7                    |          |         | 64.000 €    | —                |
| 2           | Schweden                                                             | Douglas Lindelöw mit Casello Alexander Zetterman mit Cafino Rolf-Göran Bengtsson mit Unita Peder Fredricson mit Sibon                                    | Douglas Lindelöw mit Casello Alexander Zetterman mit Cafino Rolf-Göran Bengtsson mit Unita Peder Fredricson mit Sibon                                    |             |             |                      |          |         |             |                  |
| 2           | Schweden                                                             | | | 0           | 8           | 8                    |          |         | 40.000 €    | 90               |
| 3           | Vereinigte Staaten (Mannschaft aus der Nord- und Zentralamerikaliga) | Ashlee Bond mit Chela Catherine Pasmore mit Bonanza van Paemel Georgina Bloomberg mit Juvina Brianne Goutal mit Nice de Prissey                          | Ashlee Bond mit Chela Catherine Pasmore mit Bonanza van Paemel Georgina Bloomberg mit Juvina Brianne Goutal mit Nice de Prissey                          |             |             |                      |          |         |             |                  |
| 3           | Vereinigte Staaten (Mannschaft aus der Nord- und Zentralamerikaliga) | | | 1           | 8           | 9                    |          |         | 28.000 €    | —                |
| 3           | Spanien                                                              | Manuel Fernandez Saro mit Darius Paola Amilibia Puig mit Prunella D'Ariel Eduardo Álvarez Aznar mit Rokfeller de Pleville Sergio Alvarez Moya mit Zipper | Manuel Fernandez Saro mit Darius Paola Amilibia Puig mit Prunella D'Ariel Eduardo Álvarez Aznar mit Rokfeller de Pleville Sergio Alvarez Moya mit Zipper |             |             |                      |          |         |             |                  |
| 3           | Spanien                                                              | | | 1           | 8           | 9                    |          |         | 28.000 €    | 80               |
| 5           | Niederlande                                                          | Wout-Jan van der Schans mit Capetown Harrie Smolders mit Emerald Bart Bles mit Lord Sandro Jur Vrieling mit Zirocco Blue                                 | Wout-Jan van der Schans mit Capetown Harrie Smolders mit Emerald Bart Bles mit Lord Sandro Jur Vrieling mit Zirocco Blue                                 |             |             |                      |          |         |             |                  |
| 5           | Niederlande                                                          | | | 0           | 13          | 13                   |          |         | 16.000 €    | 70               |
| 6           | Großbritannien                                                       | Joe Clee mit Utamaro d'Ecaussines Spencer Roe mit Wonder Why Robert Whitaker mit Catwalk IV Peter Charles mit Odie de Frevent                            | Joe Clee mit Utamaro d'Ecaussines Spencer Roe mit Wonder Why Robert Whitaker mit Catwalk IV Peter Charles mit Odie de Frevent                            |             |             |                      |          |         |             |                  |
| 6           | Großbritannien                                                       | | | 5           | 13          | 18                   |          |         | 11.000 €    | 60               |
| 7           | Schweiz                                                              | Steve Guerdat | Concetto Son | (12)        | (N.GES.)    |                      |          |         |             |                  |
| 7           | Schweiz                                                              | Fabio Crotta | Rubina VIII | 1           | 4           |                      |          |         |             |                  |
| 7           | Schweiz                                                              | Niklaus Rutschi | Windsor XV | 8           | 4           |                      |          |         |             |                  |
| 7           | Schweiz                                                              | Pius Schwizer | Quidam du Vivier | 8           | 0           |                      |          |         |             |                  |
| 7           | Schweiz                                                              | | | 17          | 8           | 25                   |          |         | 8.000 €     | —                |
| 8           | Ukraine                                                              | Cassio Rivetti mit Vivant Oleksandr Onischtschenko mit Carlina Oleg Krasyuk mit Quinlan Katharina Offel mit Charlie                                      | Cassio Rivetti mit Vivant Oleksandr Onischtschenko mit Carlina Oleg Krasyuk mit Quinlan Katharina Offel mit Charlie                                      |             |             |                      |          |         |             |                  |
| 8           | Ukraine                                                              | | | 4           | 24          | 28                   |          |         | 5.000 €     | 50               |

(Ausgeklammerte Strafpunkte zählen als Streichergebnis nicht für das Mannschaftsergebnis)

### 7. Prüfung: Vereinigtes Königreich
Die siebente Station führte die Europa-Liga 1 in das Vereinigte Königreich. Die Royal International Horse Show in Hickstead wurde vom 31. Juli bis 3. August 2014 ausgetragen. In Hickstead hatten folgende Equipen die Möglichkeit, Wertungspunkte zu sammeln: Großbritannien, Irland, die Niederlande, Deutschland und Belgien.
Die US-Amerikaner, die wenige Wochen vor den Weltreiterspielen als Gast in der Europa-Liga 1 antraten, gewannen die Prüfung. Die britische Equipe kam bei ihrem heimischen Nationenpreis nur auf den vorletzten Platz.
|             | Mannschaft                                                           | Reiter | Pferd | 1. Umlauf   | 2. Umlauf   | Strafpunkte (Gesamt) | Stechen  | Stechen | Preis- geld | Wertungs- punkte |
| Strafpunkte | Mannschaft                                                           | Reiter | Pferd | Strafpunkte | Strafpunkte | Strafpunkte (Gesamt) | Zeit (s) |         | Preis- geld | Wertungs- punkte |
| ----------- | -------------------------------------------------------------------- | --- | --- | ----------- | ----------- | -------------------- | -------- | ------- | ----------- | ---------------- |
| 1           | Vereinigte Staaten (Mannschaft aus der Nord- und Zentralamerikaliga) | McLain Ward | Rothchild | 0           | 0           |                      |          |         |             |                  |
| 1           | Vereinigte Staaten (Mannschaft aus der Nord- und Zentralamerikaliga) | Reed Kessler | Cylana | (8)         | 4           |                      |          |         |             |                  |
| 1           | Vereinigte Staaten (Mannschaft aus der Nord- und Zentralamerikaliga) | Margie Goldstein-Engle | Royce | 0           | (4)         |                      |          |         |             |                  |
| 1           | Vereinigte Staaten (Mannschaft aus der Nord- und Zentralamerikaliga) | Beezie Madden | Cortes ′C′ | 0           | 0           |                      |          |         |             |                  |
| 1           | Vereinigte Staaten (Mannschaft aus der Nord- und Zentralamerikaliga) | | | 0           | 4           | 4                    |          |         | 64.000 €    | —                |
| 2           | Deutschland                                                          | Marco Kutscher | Liberty Son | 4           | 0           |                      |          |         |             |                  |
| 2           | Deutschland                                                          | André Thieme | Contanga | 0           | (8)         |                      |          |         |             |                  |
| 2           | Deutschland                                                          | Hans-Dieter Dreher | Embassy II | 4           | 0           |                      |          |         |             |                  |
| 2           | Deutschland                                                          | Marcus Ehning | Plot Blue | (8)         | 0           |                      |          |         |             |                  |
| 2           | Deutschland                                                          | | | 8           | 0           | 8                    |          |         | 36.000 €    | 95               |
| 2           | Niederlande                                                          | Wout-Jan van der Schans mit Capetown Bart Bles mit Lord Sandro Frank Schuttert mit Winchester Jur Vrieling mit Bubalu                        | Wout-Jan van der Schans mit Capetown Bart Bles mit Lord Sandro Frank Schuttert mit Winchester Jur Vrieling mit Bubalu                        |             |             |                      |          |         |             |                  |
| 2           | Niederlande                                                          | | | 8           | 0           | 8                    |          |         | 36.000 €    | 95               |
| 4           | Irland                                                               | Darragh Kenny mit Imothep Shane Breen mit Golden Hawk Bertram Allen mit Molly Malone V Cameron Hanley mit Antello Z                          | Darragh Kenny mit Imothep Shane Breen mit Golden Hawk Bertram Allen mit Molly Malone V Cameron Hanley mit Antello Z                          |             |             |                      |          |         |             |                  |
| 4           | Irland                                                               | | | 4           | 8           | 12                   |          |         | 20.000 €    | 75               |
| 4           | Belgien                                                              | Pieter Devos mit Dream of India Nicola Philippaerts mit Challenge van de Begijnakker Jos Verlooy mit Domino Gregory Wathelet mit Conrad      | Pieter Devos mit Dream of India Nicola Philippaerts mit Challenge van de Begijnakker Jos Verlooy mit Domino Gregory Wathelet mit Conrad      |             |             |                      |          |         |             |                  |
| 4           | Belgien                                                              | | | 4           | 8           | 12                   |          |         | 20.000 €    | 75               |
| 6           | Großbritannien                                                       | Guy Williams mit Zaire Robert Whitaker mit Catwalk IV Jessie Drea mit Touchable Ben Maher mit Wings Sublieme                                 | Guy Williams mit Zaire Robert Whitaker mit Catwalk IV Jessie Drea mit Touchable Ben Maher mit Wings Sublieme                                 |             |             |                      |          |         |             |                  |
| 6           | Großbritannien                                                       | | | 16          | 12          | 28                   |          |         | 9.500 €     | 57,5             |
| 6           | Frankreich                                                           | Nicolas Delmotte mit Number One D'Iso Un Prince Mathieu Billot mit U2 Marie Hécart mit Myself de Breve Julien Epaillard mit Qarat de La Loge | Nicolas Delmotte mit Number One D'Iso Un Prince Mathieu Billot mit U2 Marie Hécart mit Myself de Breve Julien Epaillard mit Qarat de La Loge |             |             |                      |          |         |             |                  |
| 6           | Frankreich                                                           | | | 12          | 16          | 28                   |          |         | 9.500 €     | —                |
| 8           | Schweden                                                             | Niklas Arvidsson mit Click and Cash Royne Zetterman mit Echo de Laubry Angelie von Essen mit Jordan II Niklas Jonsson mit Caral              | Niklas Arvidsson mit Click and Cash Royne Zetterman mit Echo de Laubry Angelie von Essen mit Jordan II Niklas Jonsson mit Caral              |             |             |                      |          |         |             |                  |
| 8           | Schweden                                                             | | | 18          | 20          | 38                   |          |         | 5.000 €     | —                |

(Ausgeklammerte Strafpunkte zählen als Streichergebnis nicht für das Mannschaftsergebnis)

### 8. Prüfung: Irland
Die letzte Prüfung der Europa-Liga 1 vor dem Nationenpreisfinale bildete auch im Jahr 2014 die Dublin Horse Show. Das Nationenpreisturnier Irlands fand, rund zwei Wochen vor den Weltreiterspielen, vom 6. bis 10. August 2014 in Dublin statt.
Wertungspunkte konnten in Dublin folgende Equipen sammeln: Irland, Großbritannien, die Ukraine, Deutschland und Schweden.
Mit einer im Vergleich zu Hickstead fast komplett anderen Mannschaft gewannen die Vereinigten Staaten auch in Dublin. Die deutsche Mannschaft hatte erhebliche Probleme mit der dreifachen Kombination: Ludger Beerbaum schied im ersten Umlauf aus, nachdem Chaman hier mehrfach verweigerte. Auch im zweiten Umlauf verweigerte der Hengst hier, so dass Beerbaum aufgab. Auch der zweite Mannschaftsreiter, Patrick Stühlmeyer, schied mit Lacan im zweiten Runde nach der dreifachen Kombination aus, so dass die deutsche Equipe im zweiten Umlauf kein Mannschaftsergebnis mehr erreichen konnte.
|             | Mannschaft                                                           | Reiter | Pferd | 1. Umlauf   | 2. Umlauf   | Strafpunkte (Gesamt) | Stechen  | Stechen | Preis- geld | Wertungs- punkte |
| Strafpunkte | Mannschaft                                                           | Reiter | Pferd | Strafpunkte | Strafpunkte | Strafpunkte (Gesamt) | Zeit (s) |         | Preis- geld | Wertungs- punkte |
| ----------- | -------------------------------------------------------------------- | --- | --- | ----------- | ----------- | -------------------- | -------- | ------- | ----------- | ---------------- |
| 1           | Vereinigte Staaten (Mannschaft aus der Nord- und Zentralamerikaliga) | Charlie Jayne | Chill R Z | 0           | 0           |                      |          |         |             |                  |
| 1           | Vereinigte Staaten (Mannschaft aus der Nord- und Zentralamerikaliga) | Jessica Springsteen | Vindicat W | 0           | 0           |                      |          |         |             |                  |
| 1           | Vereinigte Staaten (Mannschaft aus der Nord- und Zentralamerikaliga) | Katherine Dinan | Nougat du Vallet | 4           | 0           |                      |          |         |             |                  |
| 1           | Vereinigte Staaten (Mannschaft aus der Nord- und Zentralamerikaliga) | Beezie Madden | Simon | (8)         | (N.GES.)    |                      |          |         |             |                  |
| 1           | Vereinigte Staaten (Mannschaft aus der Nord- und Zentralamerikaliga) | | | 4           | 0           | 4                    |          |         | 64.000 €    | —                |
| 2           | Großbritannien                                                       | Ben Maher mit Cella Joe Clee mit Utamaro d'Ecaussines Spencer Roe mit Wonder Why Scott Brash mit Sanctos                                            | Ben Maher mit Cella Joe Clee mit Utamaro d'Ecaussines Spencer Roe mit Wonder Why Scott Brash mit Sanctos                                            |             |             |                      |          |         |             |                  |
| 2           | Großbritannien                                                       | | | 0           | 8           | 8                    |          |         | 40.000 €    | 100              |
| 3           | Ukraine                                                              | Cassio Rivetti mit Forlap Oleksandr Onischtschenko mit Valentino Velvet Ferenc Szentirmai mit Chadino Katharina Offel mit Quebracho Semilly         | Cassio Rivetti mit Forlap Oleksandr Onischtschenko mit Valentino Velvet Ferenc Szentirmai mit Chadino Katharina Offel mit Quebracho Semilly         |             |             |                      |          |         |             |                  |
| 3           | Ukraine                                                              | | | 8           | 8           | 16                   |          |         | 24.000 €    | 80               |
| 3           | Frankreich                                                           | Timothée Anciaume mit Padock du Plessis Cédric Angot mit Rubis de Preuilly Frédéric David mit Equador van't Roosakker Jerome Hurel mit Quartz Rouge | Timothée Anciaume mit Padock du Plessis Cédric Angot mit Rubis de Preuilly Frédéric David mit Equador van't Roosakker Jerome Hurel mit Quartz Rouge |             |             |                      |          |         |             |                  |
| 3           | Frankreich                                                           | | | 8           | 8           | 16                   |          |         | 24.000 €    | —                |
| 3           | Schweden                                                             | Jens Fredricson mit Lunatic Malin Baryard-Johnsson mit Tornesch Alexander Zetterman mit Cafino Henrik von Eckermann mit Cantinero                   | Jens Fredricson mit Lunatic Malin Baryard-Johnsson mit Tornesch Alexander Zetterman mit Cafino Henrik von Eckermann mit Cantinero                   |             |             |                      |          |         |             |                  |
| 3           | Schweden                                                             | | | 4           | 12          | 16                   |          |         | 24.000 €    | 80               |
| 6           | Irland                                                               | Darragh Kenny mit Imothep Bertram Allen mit Molly Malone V Cian O’Connor mit Quidam's Cherie Dermott Lennon mit Lou-Lou                             | Darragh Kenny mit Imothep Bertram Allen mit Molly Malone V Cian O’Connor mit Quidam's Cherie Dermott Lennon mit Lou-Lou                             |             |             |                      |          |         |             |                  |
| 6           | Irland                                                               | | | 12          | 8           | 20                   |          |         | 9.500 €     | 57,5             |
| 6           | Niederlande                                                          | Vincent Voorn mit Quinlan Leopold van Asten mit Zidane Johnny Pals mit Vignet Wout-Jan van der Schans mit Capetown                                  | Vincent Voorn mit Quinlan Leopold van Asten mit Zidane Johnny Pals mit Vignet Wout-Jan van der Schans mit Capetown                                  |             |             |                      |          |         |             |                  |
| 6           | Niederlande                                                          | | | 0           | 20          | 20                   |          |         | 9.500 €     | —                |
| 8           | Deutschland                                                          | Ludger Beerbaum | Chaman | (AUSG)      | (AUFG)      |                      |          |         |             |                  |
| 8           | Deutschland                                                          | Patrick Stühlmeyer | Lacan | 16          | (AUSG)      |                      |          |         |             |                  |
| 8           | Deutschland                                                          | André Thieme | Conthendrix | 4           | 5           |                      |          |         |             |                  |
| 8           | Deutschland                                                          | Daniel Deußer | First Class van Eeckelghem | 4           | 4           |                      |          |         |             |                  |
| 8           | Deutschland                                                          | | | 24          | AUSG        | AUSG                 |          |         | 5.000 €     | 50               |

(Ausgeklammerte Strafpunkte zählen als Streichergebnis nicht für das Mannschaftsergebnis)

### Gesamtwertung Europa-Liga 1
Für das Finale des Nations Cups qualifizierten sich aus der Europa-Liga 1 die bestplatzierten sieben Mannschaften der Gesamtwertung. Spanien war als Gastgeber sicher für das Nations Cups-Finale qualifiziert. Punktgleich in Führung lagen am Ende der Saison Frankreich und die Niederlande, wobei Frankreich aufgrund eines für die Gesamtwertung zählenden Sieges auf Platz eins geführt wird.
|    |                | BEL | FRA  | ITA | SUI | NED | SWE | GBR  | IRL  | Wertungs- punkte |
| -- | -------------- | --- | ---- | --- | --- | --- | --- | ---- | ---- | ---------------- |
| 1  | Frankreich     | 90  | 100  | 55  | –   | 100 | –   | –    | –    | 345              |
| 2  | Niederlande    | –   | –    | 90  | –   | 90  | 70  | 95   | –    | 345              |
| 3  | Deutschland    | –   | –    | 80  | –   | 80  | –   | 95   | 50   | 305              |
| 4  | Schweden       | 50  | –    | –   | 80  | –   | 90  | –    | 80   | 300              |
| 5  | Belgien        | 75  | 90   | –   | 55  | –   | –   | 75   | –    | 295              |
| 6  | Großbritannien | –   | –    | 70  | –   | –   | 60  | 57,5 | 100  | 287,5            |
| 7  | Spanien        | 55  | 57,5 | –   | 90  | –   | 80  | –    | –    | 282,5            |
| 8  | Schweiz        | 100 | 50   | –   | 70  | 60  | –   | –    | –    | 280              |
| 9  | Irland         | –   | 75   | –   | –   | 55  | –   | 75   | 57,5 | 262,5            |
| 10 | Ukraine        | –   | –    | 60  | 30  | –   | 50  | –    | 80   | 250              |

## Europa-Liga 2
In der Europa-Liga 2 können alle europäischen Mannschaften Wertungspunkte sammeln, die nicht der Europa-Liga 1 angehörten. Die Anzahl der Wertungsprüfungen sank von zehn im Jahr 2013 auf acht im Jahr 2014.
Jede Mannschaft kann bei den bis zu vier Turnieren, die sie zuvor festgelegt hat, Wertungspunkte sammeln. Das Turnier in Budapest haben neuen Equipen ausgewählt, in Lissabon wollen hingegen nur zwei Mannschaften Punkte sammeln.

### 1. Prüfung: Österreich
Das österreichische Nationenpreisturnier, das Linzer Pferdefestival, fand vom 8. bis 11. Mai 2014 in Linz-Ebelsberg statt. Der Nationenpreis dieses CSIO 4*-Turniers wurde am 9. Mai ab 13 Uhr durchgeführt.
Es siegte die Equipe Finnlands, die nach dem ersten Umlauf noch auf dem vierten Platz gelegen hatte. Wenig Glück im Nationenpreis hatte der dritte deutsche Mannschaftsreiter, Marc Bettinger: Im ersten Umlauf stürzte er mit seinem Pferd am Aussprung aus der dreifachen Kombination, im zweiten Umlauf erreichte er das Ziel mit 20 Strafpunkten. Zwei Tage später im Großen Preis beendete er hingegen mit dem Hengst Bacardi die Prüfung als Sieger.
|             | Mannschaft                                     | Reiter | Pferd | 1. Umlauf   | 2. Umlauf   | Strafpunkte (Gesamt) | Stechen  | Stechen | Preis- geld | Wertungs- punkte |
| Strafpunkte | Mannschaft                                     | Reiter | Pferd | Strafpunkte | Strafpunkte | Strafpunkte (Gesamt) | Zeit (s) |         | Preis- geld | Wertungs- punkte |
| ----------- | ---------------------------------------------- | --- | --- | ----------- | ----------- | -------------------- | -------- | ------- | ----------- | ---------------- |
| 1           | Finnland                                       | Maiju Mallat | Armani the Gun CH | 1           | 0           |                      |          |         |             |                  |
| 1           | Finnland                                       | Sebastian Numminen | Cue Channa | 5           | (8)         |                      |          |         |             |                  |
| 1           | Finnland                                       | Satu Liukkonen | Celestine | (5)         | 5           |                      |          |         |             |                  |
| 1           | Finnland                                       | Anna-Julia Kontio | Fardon | 0           | 0           |                      |          |         |             |                  |
| 1           | Finnland                                       | | | 6           | 5           | 11                   |          |         | 10.000 €    | 100              |
| 2           | Österreich                                     | Stefanie Bistan | Apollonia | 0           | 4           |                      |          |         |             |                  |
| 2           | Österreich                                     | Christian Juza | Never des Etisses | 1           | 5           |                      |          |         |             |                  |
| 2           | Österreich                                     | Nina Brand | Calme P | (6)         | 5           |                      |          |         |             |                  |
| 2           | Österreich                                     | Stefan Eder | Lualdi | 1           | (AUFG)      |                      |          |         |             |                  |
| 2           | Österreich                                     | | | 2           | 14          | 16                   |          |         | 8.000 €     | 90               |
| 3           | Australien                                     | Jamie Kermond mit Colthaga William James Passy mit Cortina Alison Rowland mit Bickley Brook Bella James Paterson-Robinson mit Vincente | Jamie Kermond mit Colthaga William James Passy mit Cortina Alison Rowland mit Bickley Brook Bella James Paterson-Robinson mit Vincente |             |             |                      |          |         |             |                  |
| 3           | Australien                                     | | | 2           | 16          | 18                   |          |         | 4.000 €     | —                |
| 4           | Italien                                        | Luca Maria Moneta mit Neptune Brecourt Francesco Franco mit Cassandra Filippo Moyersoen mit Canada Lorenzo de Luca mit Zoe II          | Luca Maria Moneta mit Neptune Brecourt Francesco Franco mit Cassandra Filippo Moyersoen mit Canada Lorenzo de Luca mit Zoe II          |             |             |                      |          |         |             |                  |
| 4           | Italien                                        | | | 4           | 20          | 24                   |          |         | 2.000 €     | 80               |
| 5           | Deutschland (Mannschaft aus der Europa-Liga 1) | Katrin Eckermann | Carlson | 0           | 4           |                      |          |         |             |                  |
| 5           | Deutschland (Mannschaft aus der Europa-Liga 1) | Rüdiger Renner | Celano | 4           | 0           |                      |          |         |             |                  |
| 5           | Deutschland (Mannschaft aus der Europa-Liga 1) | Marc Bettinger | Quannan-R | (AUSG)      | (20)        |                      |          |         |             |                  |
| 5           | Deutschland (Mannschaft aus der Europa-Liga 1) | Max Kühner | Cornetta | 5           | 12          |                      |          |         |             |                  |
| 5           | Deutschland (Mannschaft aus der Europa-Liga 1) | | | 9           | 16          | 25                   |          |         | 1.667 €     | —                |
| 5           | Slowakei                                       | Marian Stangel mit Badarco Andrej Holly mit Cento Bronislav Chudyba mit Concano                                                        | Marian Stangel mit Badarco Andrej Holly mit Cento Bronislav Chudyba mit Concano                                                        |             |             |                      |          |         |             |                  |
| 5           | Slowakei                                       | | | 12          | 13          | 25                   |          |         | 1.667 €     | 61,66            |
| 5           | Russland                                       | Natalia Simonia mit Kilar Natalia Belowa mit Cosimo Olga Tschetschina mit Lascar Wladimir Beletskij mit Littlefoot                     | Natalia Simonia mit Kilar Natalia Belowa mit Cosimo Olga Tschetschina mit Lascar Wladimir Beletskij mit Littlefoot                     |             |             |                      |          |         |             |                  |
| 5           | Russland                                       | | | 7           | 18          | 25                   |          |         | 1.667 €     | 61,66            |
| 8           | Polen                                          | Łukasz Appel mit Zarco Piotr Morsztyn mit Osadkowski van Halen Marek Lewicki mit Abigej Jarosław Skrzyczyński mit Crazy Quick          | Łukasz Appel mit Zarco Piotr Morsztyn mit Osadkowski van Halen Marek Lewicki mit Abigej Jarosław Skrzyczyński mit Crazy Quick          |             |             |                      |          |         |             |                  |
| 8           | Polen                                          | | | 18          | 24          | 42                   |          |         | 1.000 €     | 50               |
| 9           | Tschechien                                     | Ondřej Zvára mit Cento Lano Zdeněk Hruška mit Calata Kamil Papoušek mit Bel Canto Hradiste Aleš Opatrný mit Zandiro                    | Ondřej Zvára mit Cento Lano Zdeněk Hruška mit Calata Kamil Papoušek mit Bel Canto Hradiste Aleš Opatrný mit Zandiro                    |             |             |                      |          |         |             |                  |
| 9           | Tschechien                                     | | | 21          |             |                      |          |         |             | —                |
| 10          | Ungarn                                         | Emil Orbán mit Lacapo Balázs Horváth mit Zordon Gyula Szuhai mit Dr. Oklunde Sandor Szasz mit Landspiel                                | Emil Orbán mit Lacapo Balázs Horváth mit Zordon Gyula Szuhai mit Dr. Oklunde Sandor Szasz mit Landspiel                                |             |             |                      |          |         |             |                  |
| 10          | Ungarn                                         | | | 26          |             |                      |          |         |             | 40               |
| 11          | Litauen                                        | Andrius Petrovas mit Aragorn Valdemaras Zukauskas mit Domien Kristupas Petraitis mit Barichela                                         | Andrius Petrovas mit Aragorn Valdemaras Zukauskas mit Domien Kristupas Petraitis mit Barichela                                         |             |             |                      |          |         |             |                  |
| 11          | Litauen                                        | | | 40          |             |                      |          |         |             | —                |
| 12          | Bulgarien                                      | Ivaylo Bonev mit Mister Big Angel Nyagolov mit Cartina Rossen Rajtschew mit Capoccino                                                  | Ivaylo Bonev mit Mister Big Angel Nyagolov mit Cartina Rossen Rajtschew mit Capoccino                                                  |             |             |                      |          |         |             |                  |
| 12          | Bulgarien                                      | | | AUSG        |             |                      |          |         |             | —                |

(Ausgeklammerte Strafpunkte zählen als Streichergebnis nicht für das Mannschaftsergebnis)

### 2. Prüfung: Dänemark
Nachdem die Jahre zuvor das dänische Nationenpreisturnier immer in Kopenhagen stattfand, wurde 2014 ein neuer Austragungsort gewählt. In Odense auf der Insel Fünen wurde 2014 die zweite Etappe der Europa-Liga 2 vom 15. bis 18. Mai ausgetragen.
Der Nationenpreis fand am 16. Mai ab 16:00 Uhr statt. Den zweiten Umlauf des Nationenpreises erreichte keine der Mannschaften aus der Europa-Liga 2, beste Equipe aus dieser Liga war Dänemark auf dem neunten Platz. Den Sieg machten Mannschaften aus der Europa-Liga 1 untereinander aus.
|             | Mannschaft                                        | Reiter | Pferd | 1. Umlauf   | 2. Umlauf   | Strafpunkte (Gesamt) | Stechen  | Stechen | Preis- geld | Wertungs- punkte |
| Strafpunkte | Mannschaft                                        | Reiter | Pferd | Strafpunkte | Strafpunkte | Strafpunkte (Gesamt) | Zeit (s) |         | Preis- geld | Wertungs- punkte |
| ----------- | ------------------------------------------------- | --- | --- | ----------- | ----------- | -------------------- | -------- | ------- | ----------- | ---------------- |
| 1           | Großbritannien (Mannschaft aus der Europa-Liga 1) | Holly Gillott | Dougie Douglas | 0           | 0           |                      |          |         |             |                  |
| 1           | Großbritannien (Mannschaft aus der Europa-Liga 1) | Timothy Page | Santa Cruise | (16)        | 4           |                      |          |         |             |                  |
| 1           | Großbritannien (Mannschaft aus der Europa-Liga 1) | Harriet Nuttall | A Touch Imperious | 0           | 4           |                      |          |         |             |                  |
| 1           | Großbritannien (Mannschaft aus der Europa-Liga 1) | Jessie Drea | Touchable | 4           | (N.GES.)    |                      |          |         |             |                  |
| 1           | Großbritannien (Mannschaft aus der Europa-Liga 1) | | | 4           | 8           | 12                   |          |         | 60.000 DKK  | —                |
| 2           | Belgien (Mannschaft aus der Europa-Liga 1)        | Donaat Brondeel mit Adorado Kim Thiry mit Calisto van de Windheuvel Christophe Vanderhasselt mit Edel Vitseroel Niels Bruynseels mit Pommeau du Heup | Donaat Brondeel mit Adorado Kim Thiry mit Calisto van de Windheuvel Christophe Vanderhasselt mit Edel Vitseroel Niels Bruynseels mit Pommeau du Heup |             |             |                      |          |         |             |                  |
| 2           | Belgien (Mannschaft aus der Europa-Liga 1)        | | | 12          | 4           | 16                   |          |         | 36.667 DKK  | —                |
| 2           | Frankreich (Mannschaft aus der Europa-Liga 1)     | Marie Demonte mit Rhune d'Euskadi Frédéric David mit Equador van't Roosakker Cédric Angot mit Rubis de Preuilly Reynald Angot mit Opera des Loges    | Marie Demonte mit Rhune d'Euskadi Frédéric David mit Equador van't Roosakker Cédric Angot mit Rubis de Preuilly Reynald Angot mit Opera des Loges    |             |             |                      |          |         |             |                  |
| 2           | Frankreich (Mannschaft aus der Europa-Liga 1)     | | | 8           | 8           | 16                   |          |         | 36.667 DKK  | —                |
| 2           | Schweiz (Mannschaft aus der Europa-Liga 1)        | Alain Jufer | Wieveau M | 0           | 4           |                      |          |         |             |                  |
| 2           | Schweiz (Mannschaft aus der Europa-Liga 1)        | Frédérique Fabre Delbos | Nirvana Basters | 0           | 12          |                      |          |         |             |                  |
| 2           | Schweiz (Mannschaft aus der Europa-Liga 1)        | Christina Liebherr | Eagle Eye | (0)         | (12)        |                      |          |         |             |                  |
| 2           | Schweiz (Mannschaft aus der Europa-Liga 1)        | Janika Sprunger | Aris | 0           | 0           |                      |          |         |             |                  |
| 2           | Schweiz (Mannschaft aus der Europa-Liga 1)        | | | 0           | 16          | 16                   |          |         | 36.667 DKK  | —                |
| 5           | Schweden (Mannschaft aus der Europa-Liga 1)       | Helena Persson mit Bonzai H Johan Lundh mit Miebello Alexander Zetterman mit Cafino Angelica Augustson mit Quite Easy                                | Helena Persson mit Bonzai H Johan Lundh mit Miebello Alexander Zetterman mit Cafino Angelica Augustson mit Quite Easy                                |             |             |                      |          |         |             |                  |
| 5           | Schweden (Mannschaft aus der Europa-Liga 1)       | | | 12          | 8           | 20                   |          |         | 18.000 DKK  | —                |
| 6           | Australien (Mannschaft aus Asien/Australasien)    | David Goodwin mit Warrego Jericho Scott Keach mit Fedor Jamie Winning mit Wirragulla Nicklaus Jamie Kermond mit Caracas                              | David Goodwin mit Warrego Jericho Scott Keach mit Fedor Jamie Winning mit Wirragulla Nicklaus Jamie Kermond mit Caracas                              |             |             |                      |          |         |             |                  |
| 6           | Australien (Mannschaft aus Asien/Australasien)    | | | 12          | 12          | 24                   |          |         | 15.000 DKK  | —                |
| 7           | Irland (Mannschaft aus der Europa-Liga 1)         | Thomas Ryan mit Caribo Michael Duffy mit Murchu Captain Michael Kelly mit Annestown Niall Talbot mit Nicos de la Censes                              | Thomas Ryan mit Caribo Michael Duffy mit Murchu Captain Michael Kelly mit Annestown Niall Talbot mit Nicos de la Censes                              |             |             |                      |          |         |             |                  |
| 7           | Irland (Mannschaft aus der Europa-Liga 1)         | | | 12          | 16          | 28                   |          |         | 12.000 DKK  | —                |
| 8           | Niederlande (Mannschaft aus der Europa-Liga 1)    | Albert Zoer mit Wollie Bollie Maureen Bonder mit Alex Doron Kuipers mit Zinius Jody van Gerwen mit Dynamite van't Hazelarenhoekje                    | Albert Zoer mit Wollie Bollie Maureen Bonder mit Alex Doron Kuipers mit Zinius Jody van Gerwen mit Dynamite van't Hazelarenhoekje                    |             |             |                      |          |         |             |                  |
| 8           | Niederlande (Mannschaft aus der Europa-Liga 1)    | | | 8           | 28          | 36                   |          |         | 10.000 DKK  | —                |
| 9           | Dänemark                                          | Lars Bak Andersen mit Conte Couleur Thomas Dresler mit Never Say Never Thomas Sandgaard mit Amarone Søren Pedersen mit Esperanza de Rebel            | Lars Bak Andersen mit Conte Couleur Thomas Dresler mit Never Say Never Thomas Sandgaard mit Amarone Søren Pedersen mit Esperanza de Rebel            |             |             |                      |          |         |             |                  |
| 9           | Dänemark                                          | | | 12          |             |                      |          |         | —           | 100              |
| 10          | Norwegen                                          | Stein Endresen mit Cassiopeia Geir Gulliksen mit Edesa S Banjan Dag Ove Kingsrød mit Dimaro van de Looise Heide Ole Kristoffer Meland mit CC Top     | Stein Endresen mit Cassiopeia Geir Gulliksen mit Edesa S Banjan Dag Ove Kingsrød mit Dimaro van de Looise Heide Ole Kristoffer Meland mit CC Top     |             |             |                      |          |         |             |                  |
| 10          | Norwegen                                          | | | 16          |             |                      |          |         | —           | 85               |
| 10          | Polen                                             | Andrzej Głoskowski mit Cros Krzysztof Ludwiczak mit Zoweja Radosław Zalewski mit Duke of Carneval Mściwoj Kiecoń mit Urbane                          | Andrzej Głoskowski mit Cros Krzysztof Ludwiczak mit Zoweja Radosław Zalewski mit Duke of Carneval Mściwoj Kiecoń mit Urbane                          |             |             |                      |          |         |             |                  |
| 10          | Polen                                             | | | 16          |             |                      |          |         | —           | 85               |
| 12          | Italien                                           | Mathilde Bianci mit Una Bella Anna Giugno mit Oural de la Roque Luigi Polesello mit Panama Tame Federico Ciriesi mit Calida                          | Mathilde Bianci mit Una Bella Anna Giugno mit Oural de la Roque Luigi Polesello mit Panama Tame Federico Ciriesi mit Calida                          |             |             |                      |          |         |             |                  |
| 12          | Italien                                           | | | 20          |             |                      |          |         | —           | —                |
| 13          | Chile (Mannschaft aus Südamerika)                 | Samuel Parot mit Carla Tomas Couve Correa mit Quick Petite Folie Samuel Parot Jr. mit Whisper He                                                     | Samuel Parot mit Carla Tomas Couve Correa mit Quick Petite Folie Samuel Parot Jr. mit Whisper He                                                     |             |             |                      |          |         |             |                  |
| 13          | Chile (Mannschaft aus Südamerika)                 | | | AUSG        |             |                      |          |         | —           | —                |

(Ausgeklammerte Strafpunkte zählen als Streichergebnis nicht für das Mannschaftsergebnis)

### 3. Prüfung: Portugal
Die südlichste Etappe der Europa-Liga 2 wurde vom 29. Mai bis 1. Juni 2014 in Lissabon ausgetragen. Das Nationenpreisturnier war als CSIO 3* ausgeschrieben.
Im am Freitagabend ausgetragenen Nationenpreis konnte die französische Equipe den Sieg feiern, Portugal sicherte sich bei seinem heimischen Nationenpreis den zweiten Platz. Es waren nur zwei Mannschaften aus der Europa-Liga 2 am Start.
Tragisch endete das Wochenende für die französische Mannschaftsreiterin Marie Demonte: Auf der Rückfahrt nach Frankreich hatte ihr Pferdetransporter einen schweren Unfall, drei Pferde (auch ihr Nationenpreispferd Rhune d'Euskadi) verloren dabei ihr Leben.
|             | Mannschaft                                                           | Reiter | Pferd | 1. Umlauf   | 2. Umlauf   | Strafpunkte (Gesamt) | Stechen  | Stechen | Preis- geld | Wertungs- punkte |
| Strafpunkte | Mannschaft                                                           | Reiter | Pferd | Strafpunkte | Strafpunkte | Strafpunkte (Gesamt) | Zeit (s) |         | Preis- geld | Wertungs- punkte |
| ----------- | -------------------------------------------------------------------- | --- | --- | ----------- | ----------- | -------------------- | -------- | ------- | ----------- | ---------------- |
| 1           | Frankreich (Mannschaft aus der Europa-Liga 1)                        | Laurent Goffinet | Qantar des Etisses | 0           | 0           |                      |          |         |             |                  |
| 1           | Frankreich (Mannschaft aus der Europa-Liga 1)                        | Caroline Nicolas | Mozart de Beny | (8)         | 0           |                      |          |         |             |                  |
| 1           | Frankreich (Mannschaft aus der Europa-Liga 1)                        | Marie Demonte | Rhune d'Euskadi | 8           | 0           |                      |          |         |             |                  |
| 1           | Frankreich (Mannschaft aus der Europa-Liga 1)                        | Cédric Angot | Rubis de Preuilly | 0           | (N.GES.)    |                      |          |         |             |                  |
| 1           | Frankreich (Mannschaft aus der Europa-Liga 1)                        | | | 8           | 0           | 8                    |          |         | 7280 €      | —                |
| 2           | Portugal                                                             | Mario Wilson Fernandes mit Zurito do Belmonte João Chuva mit Virginia Dream Luís Sabino Gonçalves mit Imperio Egipico Milton Marina Frutuoso de Melo mit Coltaire Z | Mario Wilson Fernandes mit Zurito do Belmonte João Chuva mit Virginia Dream Luís Sabino Gonçalves mit Imperio Egipico Milton Marina Frutuoso de Melo mit Coltaire Z |             |             |                      |          |         |             |                  |
| 2           | Portugal                                                             | | | 4           | 8           | 12                   |          |         | 5200 €      | 100              |
| 2           | Brasilien (Mannschaft aus Südamerika)                                | Marlon Módolo Zanotelli mit Clintash Stephan de Freitas Barcha mit Jac'Potes Pedro Veniss mit Rissoa d'AG Bernardo Alves mit Starling                               | Marlon Módolo Zanotelli mit Clintash Stephan de Freitas Barcha mit Jac'Potes Pedro Veniss mit Rissoa d'AG Bernardo Alves mit Starling                               |             |             |                      |          |         |             |                  |
| 2           | Brasilien (Mannschaft aus Südamerika)                                | | | 8           | 4           | 12                   |          |         | 5200 €      | —                |
| 4           | Irland (Mannschaft aus der Europa-Liga 1)                            | Thomas Ryan mit Caribo Niall Talbot mit Nicos de la Cense Alex Duffy mit Cruco Captain Michael Kelly mit Ringwood Glen                                              | Thomas Ryan mit Caribo Niall Talbot mit Nicos de la Cense Alex Duffy mit Cruco Captain Michael Kelly mit Ringwood Glen                                              |             |             |                      |          |         |             |                  |
| 4           | Irland (Mannschaft aus der Europa-Liga 1)                            | | | 12          | 9           | 21                   |          |         | 3250 €      | —                |
| 5           | Italien                                                              | Massimo Grossato mit Quala Daniele Augusto Da Rios mit For Passion Riccardo Pisani mit Adventure Natale Chiaudani mit V                                             | Massimo Grossato mit Quala Daniele Augusto Da Rios mit For Passion Riccardo Pisani mit Adventure Natale Chiaudani mit V                                             |             |             |                      |          |         |             |                  |
| 5           | Italien                                                              | | | 8           | 20          | 28                   |          |         | 1820 €      | 90               |
| 6           | Vereinigte Staaten (Mannschaft aus der Nord- und Zentralamerikaliga) | Catherine Pasmore mit Bonanza do Belmone Alise Oken mit Teirra Abigail Mc Ardle mit Cade Jessica Springsteen mit Lisona                                             | Catherine Pasmore mit Bonanza do Belmone Alise Oken mit Teirra Abigail Mc Ardle mit Cade Jessica Springsteen mit Lisona                                             |             |             |                      |          |         |             |                  |
| 6           | Vereinigte Staaten (Mannschaft aus der Nord- und Zentralamerikaliga) | | | 16          | 16          | 32                   |          |         | 1430 €      | —                |
| 7           | Großbritannien (Mannschaft aus der Europa-Liga 1)                    | Jemma Kirk mit Quincy Emma O’Dwyer mit Nektarina B Chloe Aston mit Kolibri Classic Harriet Nuttall mit A Touch Imperious                                            | Jemma Kirk mit Quincy Emma O’Dwyer mit Nektarina B Chloe Aston mit Kolibri Classic Harriet Nuttall mit A Touch Imperious                                            |             |             |                      |          |         |             |                  |
| 7           | Großbritannien (Mannschaft aus der Europa-Liga 1)                    | | | 4           | 29          | 33                   |          |         | 1040 €      | —                |
| 8           | Marokko (Mannschaft aus Afrika)                                      | Oberst Hassan Jabri mit Ondeo de Piliere Abdeslam Bennani Smires mit New Man Rouge Leina Benkhraba mit Quetam des Etisses Abdelkebir Ouaddar mit Quebec Tame        | Oberst Hassan Jabri mit Ondeo de Piliere Abdeslam Bennani Smires mit New Man Rouge Leina Benkhraba mit Quetam des Etisses Abdelkebir Ouaddar mit Quebec Tame        |             |             |                      |          |         |             |                  |
| 8           | Marokko (Mannschaft aus Afrika)                                      | | | 4           | 32          | 36                   |          |         | 780 €       | —                |
| 9           | Spanien (Mannschaft aus der Europa-Liga 1)                           | Laura Roquet Puignero mit Quilate del Duero José Fumero Hernández mit Davinia R Luis Plaza-Vidal mit T. Carlanka Santiago Nuñez Riva mit Vidar                      | Laura Roquet Puignero mit Quilate del Duero José Fumero Hernández mit Davinia R Luis Plaza-Vidal mit T. Carlanka Santiago Nuñez Riva mit Vidar                      |             |             |                      |          |         |             |                  |
| 9           | Spanien (Mannschaft aus der Europa-Liga 1)                           | | | 16          |             |                      |          |         | —           | —                |
| 10          | Chile (Mannschaft aus Südamerika)                                    | Samuel Parot mit Whisper He Jorge Matte Capdevila mit Disaronno V. Samuel Parot Jr. mit Al Calypso Uri Rosenzweig mit Qrack de la Love                              | Samuel Parot mit Whisper He Jorge Matte Capdevila mit Disaronno V. Samuel Parot Jr. mit Al Calypso Uri Rosenzweig mit Qrack de la Love                              |             |             |                      |          |         |             |                  |
| 10          | Chile (Mannschaft aus Südamerika)                                    | | | 47          |             |                      |          |         | —           | —                |

(Ausgeklammerte Strafpunkte zählen als Streichergebnis nicht für das Mannschaftsergebnis)

### 4. Prüfung: Polen
In Sopot wurde auch im Jahr 2014 das polnische Nationenpreisturnier ausgetragen. Das CSIO 3*-Turnier fand vom 5. bis 8. Juni statt. Mit einem Vorsprung von fünf Strafpunkten siegte hier die Mannschaft der Türkei, die Equipe des Gastgeberlandes kam auf den zweiten Rang.
|             | Mannschaft                                     | Reiter | Pferd | 1. Umlauf   | 2. Umlauf   | Strafpunkte (Gesamt) | Stechen  | Stechen | Preis- geld | Wertungs- punkte |
| Strafpunkte | Mannschaft                                     | Reiter | Pferd | Strafpunkte | Strafpunkte | Strafpunkte (Gesamt) | Zeit (s) |         | Preis- geld | Wertungs- punkte |
| ----------- | ---------------------------------------------- | --- | --- | ----------- | ----------- | -------------------- | -------- | ------- | ----------- | ---------------- |
| 1           | Türkei                                         | Derin Demirsoy | Harry K | 4           | 0           |                      |          |         |             |                  |
| 1           | Türkei                                         | Hüsnü Dinç | Chiara | 0           | 4           |                      |          |         |             |                  |
| 1           | Türkei                                         | Çağrı Başel | Chaccomo | (6)         | (9)         |                      |          |         |             |                  |
| 1           | Türkei                                         | Omer Karaevli | Dadjak ter Puttenen | 4           | 0           |                      |          |         |             |                  |
| 1           | Türkei                                         | | | 8           | 4           | 12                   |          |         | 40.000 PLN  | 100              |
| 2           | Polen                                          | Jarosław Skrzyczyński mit Crazy Quick Marek Lewicki mit Abigej Piotr Morsztyn mit Osadkowski van Halen Andrzej Głoskowski mit Cros                 | Jarosław Skrzyczyński mit Crazy Quick Marek Lewicki mit Abigej Piotr Morsztyn mit Osadkowski van Halen Andrzej Głoskowski mit Cros                 |             |             |                      |          |         |             |                  |
| 2           | Polen                                          | | | 4           | 13          | 17                   |          |         | 30.000 PLN  | 90               |
| 3           | Norwegen                                       | Stein Endresen mit Cassiopeia Geir Gulliksen mit Edesa S Banjan Dag Ove Kingsrød mit Dimaro van de Looise Heide Ole Kristoffer Meland mit CC Top   | Stein Endresen mit Cassiopeia Geir Gulliksen mit Edesa S Banjan Dag Ove Kingsrød mit Dimaro van de Looise Heide Ole Kristoffer Meland mit CC Top   |             |             |                      |          |         |             |                  |
| 3           | Norwegen                                       | | | 8           | 12          | 20                   |          |         | 20.000 PLN  | 80               |
| 4           | Dänemark                                       | Andreas Schou mit Leonardo der Kleine Rikke Haastrup mit Qualico du Bobois Thomas Sandgaard mit Amarone Søren Pedersen mit Esperanza de Rebel      | Andreas Schou mit Leonardo der Kleine Rikke Haastrup mit Qualico du Bobois Thomas Sandgaard mit Amarone Søren Pedersen mit Esperanza de Rebel      |             |             |                      |          |         |             |                  |
| 4           | Dänemark                                       | | | 12          | 9           | 21                   |          |         | 14.000 PLN  | 70               |
| 5           | Deutschland (Mannschaft aus der Europa-Liga 1) | Christian Kukuk | Forchello | 4           | 0           |                      |          |         |             |                  |
| 5           | Deutschland (Mannschaft aus der Europa-Liga 1) | Tobias Thoenes | Tabou Z | 0           | 4           |                      |          |         |             |                  |
| 5           | Deutschland (Mannschaft aus der Europa-Liga 1) | Philip Rüping | Baldira | (12)        | (8)         |                      |          |         |             |                  |
| 5           | Deutschland (Mannschaft aus der Europa-Liga 1) | Henrik Griese | Comtessa | 8           | 8           |                      |          |         |             |                  |
| 5           | Deutschland (Mannschaft aus der Europa-Liga 1) | | | 12          | 12          | 24                   |          |         | 9.000 PLN   | —                |
| 6           | Italien                                        | Gianni Govoni mit Winn Winn Davide Sbardella mit Triomphe van Schuttershof Roberto Previtali mit Ram Watch Ambra Emanuele Fiorelli mit Mon Flipper | Gianni Govoni mit Winn Winn Davide Sbardella mit Triomphe van Schuttershof Roberto Previtali mit Ram Watch Ambra Emanuele Fiorelli mit Mon Flipper |             |             |                      |          |         |             |                  |
| 6           | Italien                                        | | | 24          | 12          | 36                   |          |         | 6.000 PLN   | —                |
| 7           | Ungarn                                         | Attila Técsy mit Catara Gyula Szuhai mit Dr. Oklund Balázs Horváth mit Jumping Lady Gábor Szabó jr. mit Timpex Cent                                | Attila Técsy mit Catara Gyula Szuhai mit Dr. Oklund Balázs Horváth mit Jumping Lady Gábor Szabó jr. mit Timpex Cent                                |             |             |                      |          |         |             |                  |
| 7           | Ungarn                                         | | | 20          | 18          | 38                   |          |         | 3.000 PLN   | 55               |
| 8           | Belgien (Mannschaft aus der Europa-Liga 1)     | Bert Prouve mit Ebano Quinten Bradt mit Faemes van't Poelzelhof Marc Boes mit Quax Jan Vinckier mit Emilie de Diamant                              | Bert Prouve mit Ebano Quinten Bradt mit Faemes van't Poelzelhof Marc Boes mit Quax Jan Vinckier mit Emilie de Diamant                              |             |             |                      |          |         |             |                  |
| 8           | Belgien (Mannschaft aus der Europa-Liga 1)     | | | 23          | 16          | 39                   |          |         | 1.000 PLN   | —                |
| 9           | Schweden (Mannschaft aus der Europa-Liga 1)    | Jenny Johansson mit Caleno Irma Karlsson mit Cornet Elina Petersson mit Valentino Wilma Hellström mit Bill Breaker                                 | Jenny Johansson mit Caleno Irma Karlsson mit Cornet Elina Petersson mit Valentino Wilma Hellström mit Bill Breaker                                 |             |             |                      |          |         |             |                  |
| 9           | Schweden (Mannschaft aus der Europa-Liga 1)    | | | 25          |             |                      |          |         | —           | —                |
| 10          | Finnland                                       | Sebastian Numminen mit Cue Channa Lotta-Riikka Rintamäki mit Cosma Shiva Satu Liukkonen mit Celestine Juulia Jyläs mit Avantos                     | Sebastian Numminen mit Cue Channa Lotta-Riikka Rintamäki mit Cosma Shiva Satu Liukkonen mit Celestine Juulia Jyläs mit Avantos                     |             |             |                      |          |         |             |                  |
| 10          | Finnland                                       | | | 29          |             |                      |          |         | —           | 50               |

(Ausgeklammerte Strafpunkte zählen als Streichergebnis nicht für das Mannschaftsergebnis)

### 5. Prüfung: Ungarn
Das CSIO 3*-Turnier von Budapest wurde vom 3. bis 6. Juli 2014 durchgeführt. Im Rahmen dieses Turniers wurde der ungarische Nationenpreis ausgetragen. Hier siegte die Mannschaft der Tschechischen Republik.
|             | Mannschaft                                     | Reiter | Pferd | 1. Umlauf   | 2. Umlauf   | Strafpunkte (Gesamt) | Stechen  | Stechen | Preis- geld | Wertungs- punkte |
| Strafpunkte | Mannschaft                                     | Reiter | Pferd | Strafpunkte | Strafpunkte | Strafpunkte (Gesamt) | Zeit (s) |         | Preis- geld | Wertungs- punkte |
| ----------- | ---------------------------------------------- | --- | --- | ----------- | ----------- | -------------------- | -------- | ------- | ----------- | ---------------- |
| 1           | Tschechien                                     | Zuzanna Zelinkova | Caleri II | 0           | 0           |                      |          |         |             |                  |
| 1           | Tschechien                                     | Ondrej Zvara | Carmen Arcus | 8           | (17)        |                      |          |         |             |                  |
| 1           | Tschechien                                     | Emma Augier de Moussac | Danthe | (8)         | 8           |                      |          |         |             |                  |
| 1           | Tschechien                                     | Aleš Opatrný | Fakir | 0           | 4           |                      |          |         |             |                  |
| 1           | Tschechien                                     | | | 8           | 12          | 20                   |          |         | 9.600 €     | 100              |
| 2           | Norwegen                                       | Ole Kristoffer Meland mit CC Top Margrethe Hartmann mit Laeticia Therese Henriksen mit Calimero van't Roth Dag Ove Kingsrød mit Dimaro van de Looise Heide | Ole Kristoffer Meland mit CC Top Margrethe Hartmann mit Laeticia Therese Henriksen mit Calimero van't Roth Dag Ove Kingsrød mit Dimaro van de Looise Heide |             |             |                      |          |         |             |                  |
| 2           | Norwegen                                       | | | 8           | 16          | 24                   |          |         | 7.200 €     | 90               |
| 3           | Belgien (Mannschaft aus der Europa-Liga 1)     | Michael van den Bosch mit Zirano Quinten Bradt mit Fames van't Poezelhof Hendrik Denutte mit Green Sleeps Orage Pieter Clemens mit Anthony                 | Michael van den Bosch mit Zirano Quinten Bradt mit Fames van't Poezelhof Hendrik Denutte mit Green Sleeps Orage Pieter Clemens mit Anthony                 |             |             |                      |          |         |             |                  |
| 3           | Belgien (Mannschaft aus der Europa-Liga 1)     | | | 12          | 13          | 25                   |          |         | 4.000 €     | —                |
| 4           | Slowakei                                       | Marian Stangel mit Badarco Radovan Sillo mit Quinto Monika Stangelova mit Pinocció Andrej Holly mit Cento                                                  | Marian Stangel mit Badarco Radovan Sillo mit Quinto Monika Stangelova mit Pinocció Andrej Holly mit Cento                                                  |             |             |                      |          |         |             |                  |
| 4           | Slowakei                                       | | | 16          | 12          | 28                   |          |         | 2.400 €     | 80               |
| 5           | Dänemark                                       | Torben Frandsen mit Solos Consept Thomas Dresler mit Never Say Never Thomas Velin mit Chopin van het Moleneind Søren Pedersen mit Chaloubet                | Torben Frandsen mit Solos Consept Thomas Dresler mit Never Say Never Thomas Velin mit Chopin van het Moleneind Søren Pedersen mit Chaloubet                |             |             |                      |          |         |             |                  |
| 5           | Dänemark                                       | | | 12          | 20          | 32                   |          |         | 2.000 €     | 70               |
| 6           | Deutschland (Mannschaft aus der Europa-Liga 1) | Marcel Marschall | Fenia van Klapscheut | 4           | 4           |                      |          |         |             |                  |
| 6           | Deutschland (Mannschaft aus der Europa-Liga 1) | Hendrik Dowe | Deauville | 8           | 8           |                      |          |         |             |                  |
| 6           | Deutschland (Mannschaft aus der Europa-Liga 1) | Frederick Troschke | Charis | 4           | (10)        |                      |          |         |             |                  |
| 6           | Deutschland (Mannschaft aus der Europa-Liga 1) | Gerrit Schepers | Czerny | (10)        | 8           |                      |          |         |             |                  |
| 6           | Deutschland (Mannschaft aus der Europa-Liga 1) | | | 16          | 20          | 36                   |          |         | 1.400 €     | —                |
| 7           | Argentinien                                    | Luis Pedro Biraben mit Abunola H Martin Federico Moschini mit Winbishi Caloudina Alexis Trosch mit Remonta Parforce Cooper Martin Dopazo mit Cabrera Z     | Luis Pedro Biraben mit Abunola H Martin Federico Moschini mit Winbishi Caloudina Alexis Trosch mit Remonta Parforce Cooper Martin Dopazo mit Cabrera Z     |             |             |                      |          |         |             |                  |
| 7           | Argentinien                                    | | | 20          | 17          | 37                   |          |         | 800 €       | —                |
| 8           | Österreich                                     | Markus Saurugg | Texas I | 4           | (16)        |                      |          |         |             |                  |
| 8           | Österreich                                     | Roland Engelbrecht | Poorboy | (8)         | 6           |                      |          |         |             |                  |
| 8           | Österreich                                     | Alice Janout | Wodka Lime | 8           | 8           |                      |          |         |             |                  |
| 8           | Österreich                                     | Stefan Eder | Chilli van Dijk NRW | 8           | 4           |                      |          |         |             |                  |
| 8           | Österreich                                     | | | 20          | 18          | 38                   |          |         | 600 €       | 60               |
| 9           | Türkei                                         | Derin Demirsoy mit Harry K Hüsnü Dinç mit Chellachic Z Sencer Can mit Chepetto Çağrı Başel mit Chaccomo                                                    | Derin Demirsoy mit Harry K Hüsnü Dinç mit Chellachic Z Sencer Can mit Chepetto Çağrı Başel mit Chaccomo                                                    |             |             |                      |          |         |             |                  |
| 9           | Türkei                                         | | | 20          |             |                      |          |         | —           | 52,5             |
| 9           | Italien                                        | Emilio Bicocchi mit Ares Filippo Martini di Cigala mit Pupillo dell'Esercito Marco Porro mit Colombea Antonio Alfonso mit Qumran de Felines                | Emilio Bicocchi mit Ares Filippo Martini di Cigala mit Pupillo dell'Esercito Marco Porro mit Colombea Antonio Alfonso mit Qumran de Felines                |             |             |                      |          |         |             |                  |
| 9           | Italien                                        | | | 20          |             |                      |          |         | —           | —                |
| 11          | Hongkong                                       | Kenneth Cheng mit Caballo Raena Leung mit Orphee du Granit Jacqueline Lai mit Capone Patrick Lam mit Batida S                                              | Kenneth Cheng mit Caballo Raena Leung mit Orphee du Granit Jacqueline Lai mit Capone Patrick Lam mit Batida S                                              |             |             |                      |          |         |             |                  |
| 11          | Hongkong                                       | | | 24          |             |                      |          |         | —           | —                |
| 12          | Ungarn                                         | Emil Orbán mit Amadeus Gábor Szabó jr. mit Timpex Cent Balázs Horváth mit Jumping Lady Sándor Szász mit Ferrana                                            | Emil Orbán mit Amadeus Gábor Szabó jr. mit Timpex Cent Balázs Horváth mit Jumping Lady Sándor Szász mit Ferrana                                            |             |             |                      |          |         |             |                  |
| 12          | Ungarn                                         | | | 25          |             |                      |          |         | —           | 45               |
| 13          | Slowenien                                      | Tomaž Laufer mit Heart Stealer Urh Bauman mit Coriano Carthago Lidija Grom mit Fragile van't Meulenhof Patricio Muente mit For Asgard                      | Tomaž Laufer mit Heart Stealer Urh Bauman mit Coriano Carthago Lidija Grom mit Fragile van't Meulenhof Patricio Muente mit For Asgard                      |             |             |                      |          |         |             |                  |
| 13          | Slowenien                                      | | | 43          |             |                      |          |         | —           | —                |

(Ausgeklammerte Strafpunkte zählen als Streichergebnis nicht für das Mannschaftsergebnis)

### 6. Prüfung: Spanien
In Gijón fand die spanische Etappe der Europa-Liga 2 statt. Das CSIO 5*-Turnier wurde vom 30. Juli bis zum 4. August 2014 durchgeführt. Der Sieg im Nationenpreis ging hier klar an die Mannschaft der Vereinigten Staaten, auf Rang zwei kam die Mannschaft der Schweiz. Beste Mannschaft aus der Europa-Liga 2 wurde Italien auf den fünften Rang.
|             | Mannschaft                                                           | Reiter | Pferd | 1. Umlauf   | 2. Umlauf   | Strafpunkte (Gesamt) | Stechen  | Stechen | Preis- geld | Wertungs- punkte |
| Strafpunkte | Mannschaft                                                           | Reiter | Pferd | Strafpunkte | Strafpunkte | Strafpunkte (Gesamt) | Zeit (s) |         | Preis- geld | Wertungs- punkte |
| ----------- | -------------------------------------------------------------------- | --- | --- | ----------- | ----------- | -------------------- | -------- | ------- | ----------- | ---------------- |
| 1           | Vereinigte Staaten (Mannschaft aus der Nord- und Zentralamerikaliga) | Ashlee Bond | Chela | 4           | 0           |                      |          |         |             |                  |
| 1           | Vereinigte Staaten (Mannschaft aus der Nord- und Zentralamerikaliga) | Catherine Pasmore | Bonanza van Paeme | 0           | 4           |                      |          |         |             |                  |
| 1           | Vereinigte Staaten (Mannschaft aus der Nord- und Zentralamerikaliga) | Quentin Judge | Copin van de Broy | (4)         | (4)         |                      |          |         |             |                  |
| 1           | Vereinigte Staaten (Mannschaft aus der Nord- und Zentralamerikaliga) | Georgina Bloomberg | Juvina | 0           | 0           |                      |          |         |             |                  |
| 1           | Vereinigte Staaten (Mannschaft aus der Nord- und Zentralamerikaliga) | | | 4           | 4           | 8                    |          |         | 20.500 €    | —                |
| 2           | Schweiz (Mannschaft aus der Europa-Liga 1)                           | Nadja Peter-Steiner | Capuera II | 5           | (8)         |                      |          |         |             |                  |
| 2           | Schweiz (Mannschaft aus der Europa-Liga 1)                           | Claudia Gisler | Cordel | 4           | 0           |                      |          |         |             |                  |
| 2           | Schweiz (Mannschaft aus der Europa-Liga 1)                           | Niklaus Rutschi | Windsor XV | 0           | 4           |                      |          |         |             |                  |
| 2           | Schweiz (Mannschaft aus der Europa-Liga 1)                           | Marie Etter-Pellegrin | Admirable | (8)         | 0           |                      |          |         |             |                  |
| 2           | Schweiz (Mannschaft aus der Europa-Liga 1)                           | | | 9           | 4           | 13                   |          |         | 14.500 €    | —                |
| 3           | Großbritannien (Mannschaft aus der Europa-Liga 1)                    | Holly Gillot mit Dougie Douglas Yazmin Pinchen mit Ashkari Robert Bevis mit Pebbles IV Laura Renwick mit Bintang II                                                   | Holly Gillot mit Dougie Douglas Yazmin Pinchen mit Ashkari Robert Bevis mit Pebbles IV Laura Renwick mit Bintang II                                                   |             |             |                      |          |         |             |                  |
| 3           | Großbritannien (Mannschaft aus der Europa-Liga 1)                    | | | 13          | 2           | 15                   |          |         | 10.400 €    | —                |
| 4           | Spanien (Mannschaft aus der Europa-Liga 1)                           | Pilar Lucrecia Cordon Muro mit Nuage Bleu Manuel Añon mit Rackel Chavannaise Eduardo Álvarez Aznar mit Fidux Sergio Alvarez Moya mit Action Breaker                   | Pilar Lucrecia Cordon Muro mit Nuage Bleu Manuel Añon mit Rackel Chavannaise Eduardo Álvarez Aznar mit Fidux Sergio Alvarez Moya mit Action Breaker                   |             |             |                      |          |         |             |                  |
| 4           | Spanien (Mannschaft aus der Europa-Liga 1)                           | | | 8           | 8           | 16                   |          |         | 7.400 €     | —                |
| 5           | Italien                                                              | Juan Carlos García mit Bonzai van de Warande Massimiliano Ferrario mit Acamar Giulia Martinengo Marquet mit Funke van't Heike Daniele Augusto Da Rios mit For Passion | Juan Carlos García mit Bonzai van de Warande Massimiliano Ferrario mit Acamar Giulia Martinengo Marquet mit Funke van't Heike Daniele Augusto Da Rios mit For Passion |             |             |                      |          |         |             |                  |
| 5           | Italien                                                              | | | 9           | 9           | 18                   |          |         | 5.400 €     | 100              |
| 6           | Belgien (Mannschaft aus der Europa-Liga 1)                           | Dirk Demeersman mit Fleuri van de Koekelberg Donaat Brondeel mit Adorado Patrik Spits mit Withney van de Dwerse Hagen Philippe Le Jeune mit Once de Kreisker          | Dirk Demeersman mit Fleuri van de Koekelberg Donaat Brondeel mit Adorado Patrik Spits mit Withney van de Dwerse Hagen Philippe Le Jeune mit Once de Kreisker          |             |             |                      |          |         |             |                  |
| 6           | Belgien (Mannschaft aus der Europa-Liga 1)                           | | | 17          | 10          | 27                   |          |         | 5.400 €     | —                |
| 7           | Norwegen                                                             | Ole Kristoffer Meland mit CC Top Morten Djupvik mit Valley Stream B Dag Ove Kingsrød mit Dimaro van de Looise Heide Geir Gulliksen mit Edesa S Banjan                 | Ole Kristoffer Meland mit CC Top Morten Djupvik mit Valley Stream B Dag Ove Kingsrød mit Dimaro van de Looise Heide Geir Gulliksen mit Edesa S Banjan                 |             |             |                      |          |         |             |                  |
| 7           | Norwegen                                                             | | | 22          | 12          | 34                   |          |         | 3.400 €     | 90               |
| 8           | Frankreich (Mannschaft aus der Europa-Liga 1)                        | Pénélope Leprevost mit Flora de Mariposa Roger Yves Bost mit Myrtille Paulois Aymeric de Ponnat mit Armitages Boy Simon Delestre mit Qlassic Bois Margot              | Pénélope Leprevost mit Flora de Mariposa Roger Yves Bost mit Myrtille Paulois Aymeric de Ponnat mit Armitages Boy Simon Delestre mit Qlassic Bois Margot              |             |             |                      |          |         |             |                  |
| 8           | Frankreich (Mannschaft aus der Europa-Liga 1)                        | | | 20          | N.GES.      |                      |          |         |             | —                |
| 9           | Deutschland (Mannschaft aus der Europa-Liga 1)                       | David Will | Mic Mac du Tillard | 8           |             |                      |          |         |             |                  |
| 9           | Deutschland (Mannschaft aus der Europa-Liga 1)                       | Sebastian Karshüning | Taquila | (AUFG)      |             |                      |          |         |             |                  |
| 9           | Deutschland (Mannschaft aus der Europa-Liga 1)                       | Joachim Heyer | Aquarell | 11          |             |                      |          |         |             |                  |
| 9           | Deutschland (Mannschaft aus der Europa-Liga 1)                       | Felix Haßmann | Balzaci | 4           |             |                      |          |         |             |                  |
| 9           | Deutschland (Mannschaft aus der Europa-Liga 1)                       | | | 23          |             |                      |          |         |             | —                |
| 9           | Katar (Mannschaft aus der Nahost-Liga)                               | Khalid Mohammed Al Emadi mit Tamira IV Hamad Ali Mohamed Al Attiyah mit Whitaker Salman Mohammed al-Emadi mit Vivaldi K Nasser al-Ghazālī mit Delloren                | Khalid Mohammed Al Emadi mit Tamira IV Hamad Ali Mohamed Al Attiyah mit Whitaker Salman Mohammed al-Emadi mit Vivaldi K Nasser al-Ghazālī mit Delloren                |             |             |                      |          |         |             |                  |
| 9           | Katar (Mannschaft aus der Nahost-Liga)                               | | | 23          |             |                      |          |         |             | —                |
| 11          | Argentinien                                                          | José Maria Larocca mit Matrix Martin Federico Moschini mit Caloudina Luis Pedro Biraben mit Whin Whin Martin Dopazo mit Conrad D'Esquelmes Z                          | José Maria Larocca mit Matrix Martin Federico Moschini mit Caloudina Luis Pedro Biraben mit Whin Whin Martin Dopazo mit Conrad D'Esquelmes Z                          |             |             |                      |          |         |             |                  |
| 11          | Argentinien                                                          | | | 24          |             |                      |          |         |             | —                |

(Ausgeklammerte Strafpunkte zählen als Streichergebnis nicht für das Mannschaftsergebnis)

### 7. Prüfung: Slowakei
In der slowakischen Hauptstadt Bratislava wurde vom 7. bis 10. August 2014 die siebente Etappe der Europa-Liga 2 durchgeführt. Das Turnier war als CSIO 3* ausgeschrieben. Den Nationenpreis von Bratislava gewann die deutsche Mannschaft, die Schweiz kam auf den zweiten Platz. Die Slowakei, die auf den fünften Platz kam, war in Bratislava die beste Mannschaft aus der Europa-Liga 2.
|             | Mannschaft                                                           | Reiter | Pferd | 1. Umlauf   | 2. Umlauf   | Strafpunkte (Gesamt) | Stechen  | Stechen | Preis- geld | Wertungs- punkte |
| Strafpunkte | Mannschaft                                                           | Reiter | Pferd | Strafpunkte | Strafpunkte | Strafpunkte (Gesamt) | Zeit (s) |         | Preis- geld | Wertungs- punkte |
| ----------- | -------------------------------------------------------------------- | --- | --- | ----------- | ----------- | -------------------- | -------- | ------- | ----------- | ---------------- |
| 1           | Deutschland (Mannschaft aus der Europa-Liga 1)                       | Jörg Oppermann | Che Guevara | 0           | 0           |                      |          |         |             |                  |
| 1           | Deutschland (Mannschaft aus der Europa-Liga 1)                       | Thomas Kleis | For Success | 0           | 4           |                      |          |         |             |                  |
| 1           | Deutschland (Mannschaft aus der Europa-Liga 1)                       | Lawrence Greene | Arrivederci | 0           | (4)         |                      |          |         |             |                  |
| 1           | Deutschland (Mannschaft aus der Europa-Liga 1)                       | Heiko Schmidt | Chap | (N.GES.)    | 0           |                      |          |         |             |                  |
| 1           | Deutschland (Mannschaft aus der Europa-Liga 1)                       | | | 0           | 4           | 4                    |          |         | 7.400 €     | —                |
| 2           | Schweiz (Mannschaft aus der Europa-Liga 1)                           | Martin Fuchs | Future | 4           | 0           |                      |          |         |             |                  |
| 2           | Schweiz (Mannschaft aus der Europa-Liga 1)                           | Evelyne Bussmann | Oceane de la Tailie CH | (8)         | (4)         |                      |          |         |             |                  |
| 2           | Schweiz (Mannschaft aus der Europa-Liga 1)                           | Alain Jufer | Wiveau M | 0           | 4           |                      |          |         |             |                  |
| 2           | Schweiz (Mannschaft aus der Europa-Liga 1)                           | Werner Muff | Pollendr | 0           | 0           |                      |          |         |             |                  |
| 2           | Schweiz (Mannschaft aus der Europa-Liga 1)                           | | | 4           | 4           | 8                    |          |         | 5.400 €     | —                |
| 3           | Kanada (Mannschaft aus der Nord- und Zentralamerikaliga)             | Jordan MacPherson mit Piccobello du Val de Geer Jaclyn Duff mit Pater Noster Elizabeth Gingras mit Zilversprings Jill Henselwood mit Quidam Blue | Jordan MacPherson mit Piccobello du Val de Geer Jaclyn Duff mit Pater Noster Elizabeth Gingras mit Zilversprings Jill Henselwood mit Quidam Blue |             |             |                      |          |         |             |                  |
| 3           | Kanada (Mannschaft aus der Nord- und Zentralamerikaliga)             | | | 0           | 11          | 11                   |          |         | 4.200 €     | —                |
| 4           | Vereinigte Staaten (Mannschaft aus der Nord- und Zentralamerikaliga) | Kaitlin Dawn Campbell mit Rocky W Paris Sellon mit Heracross Wilton Porter mit Paloubet Lillie Keenan mit Pumped up Kicks                        | Kaitlin Dawn Campbell mit Rocky W Paris Sellon mit Heracross Wilton Porter mit Paloubet Lillie Keenan mit Pumped up Kicks                        |             |             |                      |          |         |             |                  |
| 4           | Vereinigte Staaten (Mannschaft aus der Nord- und Zentralamerikaliga) | | | 4           | 16          | 20                   |          |         | 3.200 €     | —                |
| 5           | Brasilien                                                            | Doda de Miranda mit Amigo B Felipe Amaral mit Carthoes BZ Yuri Mansur Guerios mit Amor Pedro Veniss mit Rissoa d'Ag Bois Margot                  | Doda de Miranda mit Amigo B Felipe Amaral mit Carthoes BZ Yuri Mansur Guerios mit Amor Pedro Veniss mit Rissoa d'Ag Bois Margot                  |             |             |                      |          |         |             |                  |
| 5           | Brasilien                                                            | | | 12          | 9           | 21                   |          |         | 1.800 €     | —                |
| 5           | Slowakei                                                             | Marian Stangel mit Badarco Radovan Sillo mit Quinto Monika Stangelova mit Pinocchió Radovan Cibere mit Dollar Look van't A                       | Marian Stangel mit Badarco Radovan Sillo mit Quinto Monika Stangelova mit Pinocchió Radovan Cibere mit Dollar Look van't A                       |             |             |                      |          |         |             |                  |
| 5           | Slowakei                                                             | | | 4           | 17          | 21                   |          |         | 1.800 €     | 100              |
| 7           | Österreich                                                           | Dieter Köfler | Emir van het Moleneind | 4           | (12)        |                      |          |         |             |                  |
| 7           | Österreich                                                           | Astrid Kneifel | Royal des Bissons | (8)         | 4           |                      |          |         |             |                  |
| 7           | Österreich                                                           | Markus Saurugg | Texas I | 0           | 12          |                      |          |         |             |                  |
| 7           | Österreich                                                           | Stefanie Bistan | Apollonia | 4           |             |                      |          |         |             |                  |
| 7           | Österreich                                                           | | | 8           | 16          | 24                   |          |         | 800 €       | 90               |
| 8           | Tschechien                                                           | Zuzanna Zelinkova mit Luka`s Ninja Barbora Tomanova mit Sorceress Jiri Hruska mit Aristo Z Aleš Opatrný mit Acovaro                              | Zuzanna Zelinkova mit Luka`s Ninja Barbora Tomanova mit Sorceress Jiri Hruska mit Aristo Z Aleš Opatrný mit Acovaro                              |             |             |                      |          |         |             |                  |
| 8           | Tschechien                                                           | | | 13          | 16          | 29                   |          |         | 400 €       | 80               |
| 9           | Türkei                                                               | Çağrı Başel mit Chaccomo Hüsnü Dinç mit Chellachic Z Sencer Can mit Chepetto Omer Karaevli mit Roso au Crosnier                                  | Çağrı Başel mit Chaccomo Hüsnü Dinç mit Chellachic Z Sencer Can mit Chepetto Omer Karaevli mit Roso au Crosnier                                  |             |             |                      |          |         |             |                  |
| 9           | Türkei                                                               | | | 15          |             |                      |          |         |             | 70               |
| 10          | Frankreich (Mannschaft aus der Europa-Liga 1)                        | Louis Bouhana mit Qlandestin Sas Nicolas Deseuzes mit Quilane de Lezeaux Geoffroy de Coligny mit Qaid Louviere Edward Levy mit Belle Rock        | Louis Bouhana mit Qlandestin Sas Nicolas Deseuzes mit Quilane de Lezeaux Geoffroy de Coligny mit Qaid Louviere Edward Levy mit Belle Rock        |             |             |                      |          |         |             |                  |
| 10          | Frankreich (Mannschaft aus der Europa-Liga 1)                        | | | 17          |             |                      |          |         |             | —                |
| 11          | Finnland                                                             | Kaarlo Kovács mit Cassius Lotta-Riikka Rintamäki mit Cosma Shiva Jessica Timgren mit Vaillant Anna-Julia Kontio mit Fardon                       | Kaarlo Kovács mit Cassius Lotta-Riikka Rintamäki mit Cosma Shiva Jessica Timgren mit Vaillant Anna-Julia Kontio mit Fardon                       |             |             |                      |          |         |             |                  |
| 11          | Finnland                                                             | | | 37          |             |                      |          |         |             | 60               |
| 12          | Ungarn                                                               | Borbála Burucs mit Mama Mya Gábor Füzér mit Le Royal László Gombos mit Aladin Mariann Hugyecz mit Never Last                                     | Borbála Burucs mit Mama Mya Gábor Füzér mit Le Royal László Gombos mit Aladin Mariann Hugyecz mit Never Last                                     |             |             |                      |          |         |             |                  |
| 12          | Ungarn                                                               | | | 50          |             |                      |          |         |             | 55               |
| 13          | Slowenien                                                            | Lidija Grom mit Fragile van't Meulenhof Urh Bauman mit Coriano Carthago Tomaž Laufer mit Heart Stealer                                           | Lidija Grom mit Fragile van't Meulenhof Urh Bauman mit Coriano Carthago Tomaž Laufer mit Heart Stealer                                           |             |             |                      |          |         |             |                  |
| 13          | Slowenien                                                            | | | (AUSG)      |             |                      |          |         |             | —                |

(Ausgeklammerte Strafpunkte zählen als Streichergebnis nicht für das Mannschaftsergebnis)

### 8. Prüfung: San Marino
Zum zweiten Mal fand in Arezzo das Nationenpreisturnier von San Marino statt. Bei diesem CSIO 3*-Turnier wurde die letzte Wertungsprüfung der Europa-Liga 2 ausgetragen, das Turnier fand vom 17. bis 21. September 2014 statt. Die Mannschaft Italiens siegte in Arezzo, Schweden kam auf den zweiten Platz.
|             | Mannschaft                                     | Reiter | Pferd | 1. Umlauf   | 2. Umlauf   | Strafpunkte (Gesamt) | Stechen  | Stechen | Preis- geld | Wertungs- punkte |
| Strafpunkte | Mannschaft                                     | Reiter | Pferd | Strafpunkte | Strafpunkte | Strafpunkte (Gesamt) | Zeit (s) |         | Preis- geld | Wertungs- punkte |
| ----------- | ---------------------------------------------- | --- | --- | ----------- | ----------- | -------------------- | -------- | ------- | ----------- | ---------------- |
| 1           | Italien                                        | Piergiorgio Bucci | Casallo Z | 0           | 0           |                      |          |         |             |                  |
| 1           | Italien                                        | Daniele Augusto Da Rios | For Passion | (8)         | (8)         |                      |          |         |             |                  |
| 1           | Italien                                        | Lorenzo De Luca | Elky van het Indihof | 4           | 8           |                      |          |         |             |                  |
| 1           | Italien                                        | Juan Carlos García | Moka de Mescum | 0           | 4           |                      |          |         |             |                  |
| 1           | Italien                                        | | | 4           | 12          | 16                   |          |         | 10.000 €    | 100              |
| 2           | Schweden (Mannschaft aus der Europa-Liga 1)    | Jens Fredericson mit Lunatic Linda Heed mit Bee Wonderful Angelie von Essen mit Jordan II Niklas Jonsson mit Caral                                 | Jens Fredericson mit Lunatic Linda Heed mit Bee Wonderful Angelie von Essen mit Jordan II Niklas Jonsson mit Caral                                 |             |             |                      |          |         |             |                  |
| 2           | Schweden (Mannschaft aus der Europa-Liga 1)    | | | 11          | 9           | 20                   |          |         | 6.600 €     | —                |
| 3           | Dänemark                                       | Andreas Schou mit Leonardo der Kleine Thomas Dresler mit Never Say Never Thomas Sandgaard mit Amarone Søren Pedersen mit Esperanza de Rebel        | Andreas Schou mit Leonardo der Kleine Thomas Dresler mit Never Say Never Thomas Sandgaard mit Amarone Søren Pedersen mit Esperanza de Rebel        |             |             |                      |          |         |             |                  |
| 3           | Dänemark                                       | | | 12          | 12          | 24                   |          |         | 4.000 €     | 90               |
| 3           | Irland (Mannschaft aus der Europa-Liga 1)      | Mark McAuley mit Isco de Amoranda Alexander Butler mit More Pleasure Capt. Geoff Curran mit Mullaghbane Greg Broderick mit Going Global            | Mark McAuley mit Isco de Amoranda Alexander Butler mit More Pleasure Capt. Geoff Curran mit Mullaghbane Greg Broderick mit Going Global            |             |             |                      |          |         |             |                  |
| 3           | Irland (Mannschaft aus der Europa-Liga 1)      | | | 12          | 12          | 24                   |          |         | 4.000 €     | —                |
| 5           | Venezuela                                      | Andrés Rodríguez mit Darlon van Groenhoeve Emanuel Andrade mit Hardrock Z Angel Karolyd mit Indiana Pablo Barrios mit Antares                      | Andrés Rodríguez mit Darlon van Groenhoeve Emanuel Andrade mit Hardrock Z Angel Karolyd mit Indiana Pablo Barrios mit Antares                      |             |             |                      |          |         |             |                  |
| 5           | Venezuela                                      | | | 13          | 12          | 25                   |          |         | 2.000 €     | —                |
| 6           | Deutschland (Mannschaft aus der Europa-Liga 1) | Jan Wernke | Queen Mary | 8           | 0           |                      |          |         |             |                  |
| 6           | Deutschland (Mannschaft aus der Europa-Liga 1) | Henry Vaske | Quinaro | 8           | 8           |                      |          |         |             |                  |
| 6           | Deutschland (Mannschaft aus der Europa-Liga 1) | Denis Nielsen | Cashmoaker | 0           | 8           |                      |          |         |             |                  |
| 6           | Deutschland (Mannschaft aus der Europa-Liga 1) | Lawrence Greene | Arrivederci | (13)        | (12)        |                      |          |         |             |                  |
| 6           | Deutschland (Mannschaft aus der Europa-Liga 1) | | | 16          | 16          | 32                   |          |         |             | —                |
| 6           | Finnland                                       | Sebastian Numminen mit Cue Channa Kaarlo Kovács mit Cassius Henri Kovács mit Lennox Luis Anna-Julia Kontio mit Fardon                              | Sebastian Numminen mit Cue Channa Kaarlo Kovács mit Cassius Henri Kovács mit Lennox Luis Anna-Julia Kontio mit Fardon                              |             |             |                      |          |         |             |                  |
| 6           | Finnland                                       | | | 12          | 20          | 32                   |          |         | 1.300 €     | 80               |
| 8           | Polen                                          | Jarosław Skrzyczyński mit Crazy Quick Marek Lewicki mit Abigej Zuzana Gowin mit Emperio van't Roosakker Krzysztof Ludwiczak mit Zoweja             | Jarosław Skrzyczyński mit Crazy Quick Marek Lewicki mit Abigej Zuzana Gowin mit Emperio van't Roosakker Krzysztof Ludwiczak mit Zoweja             |             |             |                      |          |         |             |                  |
| 8           | Polen                                          | | | 17          | 20          | 37                   |          |         | 800 €       | 70               |
| 9           | Schweiz (Mannschaft aus der Europa-Liga 1)     | Emilie Stampfli | Alessa Z | 8           |             |                      |          |         |             |                  |
| 9           | Schweiz (Mannschaft aus der Europa-Liga 1)     | Martin Fuchs | Clooney | 4           |             |                      |          |         |             |                  |
| 9           | Schweiz (Mannschaft aus der Europa-Liga 1)     | Fanny Queloz | Celtic | 9           |             |                      |          |         |             |                  |
| 9           | Schweiz (Mannschaft aus der Europa-Liga 1)     | Steve Guerdat | Kavalier | (9)         |             |                      |          |         |             |                  |
| 9           | Schweiz (Mannschaft aus der Europa-Liga 1)     | | | 21          |             |                      |          |         |             | —                |
| 3           | Brasilien                                      | Yuri Mansur Guerios mit Amor Karina Johannpeter mit Dante Pedro de Andrade Costa mit Clearway II Pedro Veniss mit Rissoa d'Ag Bois Margot          | Yuri Mansur Guerios mit Amor Karina Johannpeter mit Dante Pedro de Andrade Costa mit Clearway II Pedro Veniss mit Rissoa d'Ag Bois Margot          |             |             |                      |          |         |             |                  |
| 3           | Brasilien                                      | | | 26          |             |                      |          |         |             | —                |
| 11          | Spanien (Mannschaft aus der Europa-Liga 1)     | Natalia Golding mit Murat de Reve Cristina Buti Lopez mit Matyss de l'Aubree Santiago Nunez Riva mit Vidar Julio Arias Cueva mit Reggae du Tillard | Natalia Golding mit Murat de Reve Cristina Buti Lopez mit Matyss de l'Aubree Santiago Nunez Riva mit Vidar Julio Arias Cueva mit Reggae du Tillard |             |             |                      |          |         |             |                  |
| 11          | Spanien (Mannschaft aus der Europa-Liga 1)     | | | 39          |             |                      |          |         |             | —                |
| 12          | Österreich                                     | Christian Rhomberg | Cornetta | 13          |             |                      |          |         |             |                  |
| 12          | Österreich                                     | Marianne Schindele | Merrywell Alfie Douglas | 20          |             |                      |          |         |             |                  |
| 12          | Österreich                                     | Markus Stock | Quick Step | (24)        |             |                      |          |         |             |                  |
| 12          | Österreich                                     | Miklos Tassilo Csillaghy | Atlantico | 21          |             |                      |          |         |             |                  |
| 12          | Österreich                                     | | | 54          |             |                      |          |         |             | —                |
| 13          | Slowenien                                      | Tajda Bosijo mit Lodonkor Tomaž Laufer mit Heart Stealer Urh Bauman mit Coriano Carthago                                                           | Tajda Bosijo mit Lodonkor Tomaž Laufer mit Heart Stealer Urh Bauman mit Coriano Carthago                                                           |             |             |                      |          |         |             |                  |
| 13          | Slowenien                                      | | | (AUSG)      |             |                      |          |         |             | 60               |

(Ausgeklammerte Strafpunkte zählen als Streichergebnis nicht für das Mannschaftsergebnis)

### Gesamtwertung Europa-Liga 2
Für das Nations-Cup-Finale qualifizierten sich aus der Europa-Liga 2 die zwei in der Gesamtwertung bestplatzierten Equipen, Italien und Norwegen.
|    |            | AUT | DEN | POR | POL | HUN  | ESP | SVK | SMR | Wertungs- punkte |
| -- | ---------- | --- | --- | --- | --- | ---- | --- | --- | --- | ---------------- |
| 1  | Italien    | 80  | –   | 90  | –   | –    | 100 | –   | 100 | 370              |
| 2  | Norwegen   | –   | 85  | –   | 80  | 90   | 90  | –   | –   | 345              |
| 3  | Dänemark   | –   | 100 | –   | 70  | 70   | –   | –   | 90  | 330              |
| 4  | Polen      | 55  | 85  | –   | 90  | –    | –   | –   | 70  | 300              |
| 5  | Finnland   | 100 | –   | –   | 50  | –    | –   | 60  | 80  | 290              |
| 6  | Slowakei   | 65  | –   | –   | –   | 80   | –   | 100 | –   | 245              |
| 7  | Österreich | 90  | –   | –   | –   | 60   | –   | 90  | –   | 240              |
| 8  | Türkei     | –   | –   | –   | 100 | 52,5 | –   | 70  | –   | 222,5            |
| 9  | Ungarn     | 45  | –   | –   | 55  | 45   | –   | 55  | –   | 200              |
| 10 | Tschechien | –   | –   | –   | –   | 100  | –   | 80  | –   | 180              |
| 11 | Portugal   | –   | –   | 100 | –   | –    | –   | –   | –   | 100              |
| 12 | Russland   | 65  | –   | –   | –   | –    | –   | –   | –   | 65               |
| 13 | Slowenien  | –   | –   | –   | –   | –    | –   | –   | 60  | 60               |

## Finale

### Allgemeines
Das Finalturnier des Furusiyya FEI Nations Cups 2014 wurde vom 9. bis 12. Oktober im Rahmen des CSIO Barcelona ausgetragen. Das Turnier wurde auf dem Gelände des Real Club de Polo de Barcelona durchgeführt und war als CSIO 5* ausgeschrieben.
Erste Prüfung des Finals war eine Springprüfung nach Fehlern (ein Umlauf). Die besten acht Mannschaften aus dieser Prüfung waren für die Abschlussprüfung qualifiziert, die erneut als Springprüfung nach Fehlern ausgeschrieben war. Die Fehler aus der ersten Prüfung wurden nicht in die Abschlussprüfung mitgenommen. Bei einem Gleichstand auf dem ersten Platz wäre die Abschlussprüfung in einem Stechen entschieden worden, in dem dann noch drei Reiter pro Mannschaft gestartet wären.
Für die Mannschaften, die sich beim Finale nicht für die Abschlussprüfung qualifizierten, wurde eine Trostprüfung ausgetragen. Diese Prüfung war wie die Abschlussprüfung als Springprüfung mit möglichem im einmaligen Stechen ausgeschrieben.

### Mannschaften
Gemäß dem Nations-Cup-Reglement qualifizierten sich 18 Mannschaften für das Finale. Spanien qualifizierte sich über die Europa-Liga 1, damit war ein zusätzlicher Startplatz für die Gastgeberequipe nicht erforderlich.
Aus den Ligen qualifizierten sich folgende Mannschaften:
- Europa-Liga 1:  Frankreich,  Niederlande,  Deutschland,  Schweden,  Belgien,  Großbritannien,  Spanien
- Europa-Liga 2:  Italien,  Norwegen
- Nahost-Liga:  Katar,  Saudi-Arabien
- Nord- und Zentralamerikaliga:  Kanada,  Vereinigte Staaten

Aus den Regionen ohne Nationenpreisligen wurden folgende Mannschaften für das Finalturnier benannt:
- Südamerika:  Brasilien,  Venezuela
- Asien/Australasien:  Japan,  Australien
- Afrika:  Ägypten[31][32]

Im Vorfeld des Finales verzichteten Ägypten, Japan und Saudi-Arabien auf den Start in Barcelona. Auch Norwegen verzichtete auf die Teilnahme, nachdem mehrere ihrer besten Pferd-Reiter-Paare für eine Teilnahme am Nationenpreisfinale nicht fit waren.

### Ergebnisse

#### Qualifikationsprüfung
|    | Mannschaft         | Reiter                 | Pferd                    | Strafpunkte |
| -- | ------------------ | ---------------------- | ------------------------ | ----------- |
| 1  | Niederlande        | Jeroen Dubbeldam       | Zenith                   | (8)         |
| 1  | Niederlande        | Maikel van der Vleuten | Verdi                    | 0           |
| 1  | Niederlande        | Jur Vrieling           | Bubalu                   | 0           |
| 1  | Niederlande        | Gerco Schröder         | London                   | 0           |
| 1  | Niederlande        | 0                      |                          |             |
| 2  | Schweden           | Peder Fredricson       | Sibon                    | 0           |
| 2  | Schweden           | Alexander Zetterman    | Cafino                   | (8)         |
| 2  | Schweden           | Malin Baryard-Johnsson | Tornesch                 | 4           |
| 2  | Schweden           | Henrik von Eckermann   | Cantinero                | 0           |
| 2  | Schweden           | 4                      |                          |             |
| 3  | Belgien            | Olivier Philippaerts   | Cabrio van de Heffinck   | 0           |
| 3  | Belgien            | Dirk Demeersman        | Fleuri van de Koekelberg | (20)        |
| 3  | Belgien            | Niels Bruynseels       | Pommeau du Heup          | 4           |
| 3  | Belgien            | Pieter Devos           | Dylano                   | 4           |
| 3  | Belgien            | 8                      |                          |             |
| 3  | Kanada             | Yann Candele           | Showgirl                 | 0           |
| 3  | Kanada             | Tiffany Foster         | Tripple X III            | 4           |
| 3  | Kanada             | Ben Asselin            | Makavoy                  | 4           |
| 3  | Kanada             | Eric Lamaze            | Zigali                   | (8)         |
| 3  | Kanada             | 8                      |                          |             |
| 3  | Deutschland        | Christian Ahlmann      | Codex One                | 4           |
| 3  | Deutschland        | Marcus Ehning          | Plot Blue                | (8)         |
| 3  | Deutschland        | Daniel Deußer          | Cornet d'Amour           | 0           |
| 3  | Deutschland        | Ludger Beerbaum        | Chiara                   | 4           |
| 3  | Deutschland        | 8                      |                          |             |
| 6  | Italien            | Italien                | Italien                  | 12          |
| 6  | Brasilien          | Brasilien              | Brasilien                | 12          |
| 8  | Großbritannien     | Großbritannien         | Großbritannien           | 14          |
| 9  | Vereinigte Staaten | Vereinigte Staaten     | Vereinigte Staaten       | 16          |
| 10 | Spanien            | Spanien                | Spanien                  | 17          |
| 11 | Australien         | Australien             | Australien               | 24          |
| 11 | Frankreich         | Frankreich             | Frankreich               | 24          |
| 13 | Katar              | Katar                  | Katar                    | 29          |
| 14 | Venezuela          | Venezuela              | Venezuela                | 32          |

(Ausgeklammerte Strafpunkte zählen als Streichergebnis nicht für das Mannschaftsergebnis)

#### Trostprüfung
Die Trostprüfung, Challenge Cup genannt, war mit 300.000 € dotiert. Die Prüfung fand am Freitag, den 10. Oktober 2014, statt. Wie im Vorjahr war hier ein Stechen zweier Mannschaften um den Sieg erforderlich, es siegte wie im Jahr 2013 die Equipe der Vereinigten Staaten, die sich abermals nicht für die Abschlussprüfung qualifiziert hatten. Frankreich, im Vorjahr Sieger des Nationenpreisfinales, hatte sich ebenfalls nicht für die Abschlussprüfung qualifiziert und kam in der Trostprüfung auf den dritten Platz.
|             | Mannschaft         | Reiter                  | Pferd                 | 1. Umlauf   | Stechen  | Stechen | Preis- geld |
| Strafpunkte | Mannschaft         | Reiter                  | Pferd                 | Strafpunkte | Zeit (s) |         | Preis- geld |
| ----------- | ------------------ | ----------------------- | --------------------- | ----------- | -------- | ------- | ----------- |
| 1           | Vereinigte Staaten | McLain Ward             | Rothchild             | 0           | 0        | 40,18   |             |
| 1           | Vereinigte Staaten | Lauren Hough            | Ohlala                | (8)         | 0        | 44,76   |             |
| 1           | Vereinigte Staaten | Beezie Madden           | Cortes ′C′            | 0           | 0        | 44,22   |             |
| 1           | Vereinigte Staaten | Margie Goldstein-Engle  | Royce                 | 1           |          |         |             |
| 1           | Vereinigte Staaten |                         |                       | 1           | 0        | 129,16  | 80.000 €    |
| 2           | Australien         | Jamie Kermond           | Quite Cassini         | 1           | 0        | 44,03   |             |
| 2           | Australien         | James Paterson-Robinson | Boris III             | 0           | 8        | 45,21   |             |
| 2           | Australien         | Amy Graham              | Bella Baloubet        | 0           | 0        | 44,02   |             |
| 2           | Australien         | Julia Hargreaves        | Vedor                 | (1)         |          |         |             |
| 2           | Australien         |                         |                       | 1           | 8        | 133,26  | 74.000 €    |
| 3           | Frankreich         | Pénélope Leprevost      | Nayana                | 4           |          |         |             |
| 3           | Frankreich         | Jerome Hurel            | Quartz Rouge          | 4           |          |         |             |
| 3           | Frankreich         | Simon Delestre          | Qlassic Bois Margot   | 4           |          |         |             |
| 3           | Frankreich         | Kevin Staut             | Estoy Aqui de Muze    | (4)         |          |         |             |
| 3           | Frankreich         |                         |                       | 12          |          |         | 57.000 €    |
| 4           | Spanien            | Pilar Lucrecia Cordon   | Nuage Bleu            | 5           |          |         |             |
| 4           | Spanien            | Paola Amilibia Puig     | Prunella d'Ariel      | 5           |          |         |             |
| 4           | Spanien            | Eduardo Álvarez Aznar   | Rokfeller de Pleville | (5)         |          |         |             |
| 4           | Spanien            | Sergio Álvarez Moya     | Action-Breaker        | 4           |          |         |             |
| 4           | Spanien            |                         |                       | 14          |          |         | 40.600 €    |
| 5           | Venezuela          | Andrés Rodríguez        | Caballito             | 5           |          |         |             |
| 5           | Venezuela          | Emanuel Andrade         | Hardrock Z            | 11          |          |         |             |
| 5           | Venezuela          | Pablo Barrios           | Antares               | 1           |          |         |             |
| 5           | Venezuela          | Gustavo Arroyo          | Quitador Rochelais    | (21)        |          |         |             |
| 5           | Venezuela          |                         |                       | 17          |          |         | 29.600 €    |
| 6           | Katar              | Ali bin Chalid Al Thani | California            | 5           |          |         |             |
| 6           | Katar              | Faleh Suwead Al Ajami   | Come Soon             | 12          |          |         |             |
| 6           | Katar              | Bassem Hassan Mohammed  | Victoria              | 4           |          |         |             |
| 6           | Katar              |                         |                       | 21          |          |         | 18.800 €    |

(Ausgeklammerte Strafpunkte zählen als Streichergebnis nicht für das Mannschaftsergebnis)

#### Abschlussprüfung (Nations-Cup-Finale 2014)
Einen Tag nach der Trostprüfung wurde die entscheidende Abschlussprüfung des Nations-Cup-Finals ausgetragen. Anders als in der Trostprüfung war hier kein Stechen erforderlich: Die Mannschaft der Niederlande, im und unter dem Sattel unverändert zur Goldequipe der Weltreiterspiele, gewann die Prüfung überlegen. Bereits nach drei Reitern stand der Sieg der Niederländer fest, ihr letzter Reiter ging zwar noch an den Start, verzichtete aber nach einem Hindernisfehler auf die Fortsetzung des Parcours.
|             | Mannschaft     | Reiter                  | Pferd                  | 1. Umlauf | 1. Umlauf | Preis- geld |
| Strafpunkte | Mannschaft     | Reiter                  | Pferd                  | Zeit (s)  |           | Preis- geld |
| ----------- | -------------- | ----------------------- | ---------------------- | --------- | --------- | ----------- |
| 1           | Niederlande    | Jeroen Dubbeldam        | Zenith                 | 0         |           |             |
| 1           | Niederlande    | Maikel van der Vleuten  | Verdi                  | 0         |           |             |
| 1           | Niederlande    | Jur Vrieling            | Bubalu                 | 0         |           |             |
| 1           | Niederlande    | Gerco Schröder          | London                 | (AUFG)    |           |             |
| 1           | Niederlande    |                         |                        | 0         | 248,01    | 500.000 €   |
| 2           | Kanada         | Yann Candele            | Showgirl               | (4)       |           |             |
| 2           | Kanada         | Tiffany Foster          | Tripple X III          | 0         |           |             |
| 2           | Kanada         | Ben Asselin             | Makavoy                | 4         |           |             |
| 2           | Kanada         | Eric Lamaze             | Zigali                 | 0         |           |             |
| 2           | Kanada         |                         |                        | 4         | 243,12    | 300.000 €   |
| 3           | Schweden       | Peder Fredricson        | Sibon                  | 8         |           |             |
| 3           | Schweden       | Alexander Zetterman     | Cafino                 | (12)      |           |             |
| 3           | Schweden       | Malin Baryard-Johnsson  | Tornesch               | 0         |           |             |
| 3           | Schweden       | Henrik von Eckermann    | Cantinero              | 0         |           |             |
| 3           | Schweden       |                         |                        | 8         | 248,25    | 200.000 €   |
| 4           | Belgien        | Olivier Philippaerts    | Cabrio van de Heffinck | 4         |           |             |
| 4           | Belgien        | Niels Bruynseels        | Pommeau du Heup        | (8)       |           |             |
| 4           | Belgien        | Judy-Ann Melchior       | As Cold As Ice Z       | 1         |           |             |
| 4           | Belgien        | Pieter Devos            | Dylano                 | 4         |           |             |
| 4           | Belgien        |                         |                        | 9         | 249,82    | 135.000 €   |
| 5           | Deutschland    | Christian Ahlmann       | Codex One              | 8         |           |             |
| 5           | Deutschland    | Marcus Ehning           | Plot Blue              | (16)      |           |             |
| 5           | Deutschland    | Daniel Deußer           | Cornet d'Amour         | 0         |           |             |
| 5           | Deutschland    | Ludger Beerbaum         | Chiara                 | 4         |           |             |
| 5           | Deutschland    |                         |                        | 12        | 245,17    | 110.000 €   |
| 6           | Großbritannien | William Whitaker        | Fandango               | 4         |           |             |
| 6           | Großbritannien | Joe Clee                | Utamaro d'Ecaussines   | 8         |           |             |
| 6           | Großbritannien | Spencer Roe             | Wonder Why             | 0         |           |             |
| 6           | Großbritannien | Michael Whitaker        | Cassionato             | (9)       |           |             |
| 6           | Großbritannien |                         |                        | 12        | 247,10    | 90.000 €    |
| 7           | Italien        | Luca Maria Moneta       | Neptune Brecourt       | 4         |           |             |
| 7           | Italien        | Piergiorgio Bucci       | Casallo Z              | 4         |           |             |
| 7           | Italien        | Lorenzo de Luca         | Elky van het Indihof   | 5         |           |             |
| 7           | Italien        | Juan Carlos García      | Bonzai van de Warande  | (9)       |           |             |
| 7           | Italien        |                         |                        | 13        | 247,20    | 85.000 €    |
| 8           | Brasilien      | Doda de Miranda         | Bogeno                 | 8         |           |             |
| 8           | Brasilien      | Pedro Veniss            | Ouabri de L'Isle       | 1         |           |             |
| 8           | Brasilien      | Marlon Módolo Zanotelli | Clouwni                | 4         |           |             |
| 8           | Brasilien      | Rodrigo Pessoa          | Status                 | (13)      |           |             |
| 8           | Brasilien      |                         |                        | 13        | 249,51    | 80.000 €    |

(Ausgeklammerte Strafpunkte zählen als Streichergebnis nicht für das Mannschaftsergebnis)